# Lista odcinków programu Kuba Wojewódzki
Artykuł zawiera listę wszystkich wyemitowanych odcinków programu Kuba Wojewódzki.
O ile nie zaznaczono inaczej, podane w tabelach daty emisji oznaczają dzień pierwszej emisji na antenie telewizji (Polsat lub TVN) i nie uwzględniają premier w serwisach internetowych (np. Player).

## Seria 1. – jesień 2002 (Polsat)
| Data emisji odcinka  | Numer odcinka | Pierwszy gość programu           | Drugi gość programu        | Gość muzyczny                                                                   |
| -------------------- | ------------- | -------------------------------- | -------------------------- | ------------------------------------------------------------------------------- |
| 4 października 2002  | 1             | Beata Ścibakówna                 | Anna Nowak-Ibisz           |                                                                                 |
| 6 października 2002  | 2             | Piotr Najsztub                   | Paweł Kornacki             | Ocean Front                                                                     |
| 11 października 2002 | 3             | Henryk Gołębiewski               | Krzysztof Krawczyk         |                                                                                 |
| 13 października 2002 | 4             | Ryszard Rembiszewski             | Dariusz Gnatowski          | Georgina Tarasiuk                                                               |
| 18 października 2002 | 5             | Cool Kids of Death               |                            | Jerzy Grobel                                                                    |
| 20 października 2002 | 6             | Krzysztof Kasowski               | Paweł „Konjo” Konnak       |                                                                                 |
| 25 października 2002 | 7             | Andrzej Grabowski                |                            |                                                                                 |
| 27 października 2002 | 8             | Krzysztof Skiba                  | Renata Dancewicz           | Jak Wolność To Wolność (gość muzyczny) Eugeniusz Dytko (mistrz świata barmanów) |
| 1 listopada 2002     | 9             | Maciej Kuroń                     | Jarosław Gugała            |                                                                                 |
| 3 listopada 2002     | 10            | Martyna Wojciechowska            | Grażyna Wolszczak          |                                                                                 |
| 8 listopada 2002     | 11            | Leon Niemczyk                    | Waldemar Goszcz            |                                                                                 |
| 10 listopada 2002    | 12            | Alicja Janosz i Maciej Maleńczuk | Zygmunt „Muniek” Staszczyk | T.Love – „Moje pieniądze”                                                       |
| 15 listopada 2002    | 13            | Krzysztof Kowalewski             | Paweł Wawrzecki            |                                                                                 |
| 17 listopada 2002    | 14            | Kayah                            | Ewa Minge                  | Kamil Sipowicz                                                                  |
| 22 listopada 2002    | 15            | Stanisław Soyka                  | Wojciech Jagielski         |                                                                                 |
| 24 listopada 2002    | 16            | Dorota Stalińska                 | Michał Milowicz            | WSZ & CNE                                                                       |
| 29 listopada 2002    | 17            | Hanna Smoktunowicz               | Szymon Majewski            | Maciej Maleńczuk                                                                |
| 1 grudnia 2002       | 18            | Kaja Paschalska                  | Tomasz Piątek              | Falon – „Psy wojny”                                                             |

## Seria 2. – zima–wiosna 2003 (Polsat)
| Data emisji odcinka | Numer odcinka | Pierwszy gość programu                           | Drugi gość programu | Gość muzyczny                  |
| ------------------- | ------------- | ------------------------------------------------ | ------------------- | ------------------------------ |
| 19 stycznia 2003    | 1 (19)        | Piotr Gąsowski                                   |                     |                                |
| 26 stycznia 2003    | 2 (20)        | Norbi                                            |                     |                                |
| 2 lutego 2003       | 3 (21)        | Daniel Olbrychski                                |                     | Matka                          |
| 9 lutego 2003       | 4 (22)        | Wojciech Cejrowski                               | Beata Pawlikowska   |                                |
| 16 lutego 2003      | 5 (23)        | Mariusz Pujszo                                   |                     |                                |
| 23 lutego 2003      | 6 (24)        | Artur Barciś                                     | Robert Janowski     |                                |
| 2 marca 2003        | 7 (25)        | Stanisław Karczewski                             |                     |                                |
| 9 marca 2003        | 8 (26)        | Agnieszka Maciąg                                 | Janusz Korwin-Mikke | Adam Jaworski / Hunter         |
| 16 marca 2003       | 9 (27)        | Joanna Horodyńska                                |                     |                                |
| 23 marca 2003       | 10 (28)       | Manuela Gretkowska                               |                     | Soja                           |
| 30 marca 2003       | 11 (29)       | Bronisław Cieślak                                | Roch Siemianowski   |                                |
| 6 kwietnia 2003     | 12 (30)       | Renata Pałys                                     | Ryszard Kotys       |                                |
| 13 kwietnia 2003    | 13 (31)       | Edyta Górniak                                    |                     | Dr. No                         |
| 20 kwietnia 2003    | 14 (32)       | Paweł Kukiz                                      |                     |                                |
| 27 kwietnia 2003    | 15 (33)       | Kora                                             | Robert Makłowicz    |                                |
| 4 maja 2003         | 16 (34)       | Michał Bryś                                      | Maryla Rodowicz     |                                |
| 11 maja 2003        | 17 (35)       | Urszula Dudziak                                  | Marzena Sztuka      | Maciej Miecznikowski (Leszcze) |
| 18 maja 2003        | 18 (36)       | Sławomir Świerzyński                             | Robert Biedroń      | Kangaroz                       |
| 25 maja 2003        | 19 (37)       | Cezary Pazura                                    |                     |                                |
| 1 czerwca 2003      | 20 (38)       | Marcin Daniec                                    |                     |                                |
| 8 czerwca 2003      | 21 (39)       | Grzegorz Skawiński, Waldemar Tkaczyk i Jan Pluta | Paweł Stasiak       | Papa Dance                     |
| 15 czerwca 2003     | 22 (40)       | Rafał Bryndal                                    | Katarzyna Żak       |                                |
| 22 czerwca 2003     | 23 (41)       | Robert Leszczyński                               | Piotr Wiwczarek     | Robert Neuman / mC glennSKii   |

## Seria 3. – 2003/2004 (Polsat)
| Data emisji odcinka  | Numer odcinka | Pierwszy gość programu          | Drugi gość programu                    | Gość muzyczny                    |
| -------------------- | ------------- | ------------------------------- | -------------------------------------- | -------------------------------- |
| 7 września 2003      | 1 (42)        | Agnieszka Rylik                 | Jan Maria Rokita                       |                                  |
| 14 września 2003     | 2 (43)        | Kayah                           | Piotr Najsztub                         |                                  |
| 21 września 2003     | 3 (44)        | Katarzyna Figura                | Jerzy Dziewulski                       |                                  |
| 28 września 2003     | 4 (45)        | Marcin Meller                   | Robert Gawliński                       |                                  |
| 5 października 2003  | 5 (46)        | Natalia Kukulska                | Bogusław Kaczyński                     |                                  |
| 12 października 2003 | 6 (47)        | Wojciech Fibak                  | Wojciech Pszoniak                      |                                  |
| 19 października 2003 | 7 (48)        | Mariusz Pudzianowski            | Kasia Stankiewicz                      | Indios Bravos                    |
| 26 października 2003 | 8 (49)        | Piotr Gulczyński                | Reni Jusis                             | Reni Jusis – „Kiedyś cię znajdę” |
| 2 listopada 2003     | 9 (50)        | Wojciech Brzozowski             | Wojciech Waglewski                     | Łyczacza                         |
| 9 listopada 2003     | 10 (51)       | Justyna Majkowska               | Tomasz Pukacki                         | Acid Drinkers                    |
| 16 listopada 2003    | 11 (52)       | Tymon Tymański                  | Krzysztof Skowroński                   |                                  |
| 23 listopada 2003    | 12 (53)       | José Torres                     | Maciej Kuroń                           |                                  |
| 30 listopada 2003    | 13 (54)       | Anita Lipnicka                  | Krzysztof Jackowski i John Porter      |                                  |
| 7 grudnia 2003       | 14 (55)       | Krzysztof Materna               | Kevin Aiston                           | Konfuzz                          |
| 14 grudnia 2003      | 15 (56)       | Izabela Skrybant-Dziewiątkowska | Anja Orthodox                          | Zalef – „What I Am”              |
| 21 grudnia 2003      | 16 (57)       | Ryszard Rynkowski               | Andrzej Piaseczny                      |                                  |
| 28 grudnia 2003      | 17 (58)       | Tomasz Lis                      | Ryszard Peszko i Jarosław Korzeniowicz | Renton                           |
| 4 stycznia 2004      | 18 (59)       | Rudi Schuberth                  | Jaga Hupało                            |                                  |
| 11 stycznia 2004     | 19 (60)       | Ilona Łepkowska                 | Piotr Gąsowski                         |                                  |
| 18 stycznia 2004     | 20 (61)       | Weronika Marczuk-Pazura         | Rafał Ziemkiewicz                      | Siedem – „Pomarańcze”            |
| 25 stycznia 2004     | 21 (62)       | Małgorzata Ostrowska            | Paweł Burczyk                          | Tosteer                          |
| 1 lutego 2004        | 22 (63)       | Vienio i Pele                   | Tomasz Tomaszewski                     |                                  |
| 8 lutego 2004        | 23 (64)       | Iwona Petry                     | Jarosław Gugała                        |                                  |
| 15 lutego 2004       | 24 (65)       | Majka Jeżowska                  | Sistars                                | Cała Góra Barwinków              |
| 22 lutego 2004       | 25 (66)       | Borys Szyc                      | Jan Kanty Pawluśkiewicz                | Ania Dąbrowska                   |
| 29 lutego 2004       | 26 (67)       | Monika Luft                     | Kurt Nilsen                            | Paresłów                         |
| 7 marca 2004         | 27 (68)       | Sebastian Florek                | Tomasz Lipnicki                        | Lotyń                            |
| 14 marca 2004        | 28 (69)       | Jan Peszek                      | Marek Piekarczyk                       | Negatyw                          |
| 21 marca 2004        | 29 (70)       | Marcin Prokop                   | Franciszek Starowieyski                | Paranormal                       |
| 28 marca 2004        | 30 (71)       | Michał Figurski                 | Dariusz Kordek                         | Paresłów                         |
| 4 kwietnia 2004      | 31 (72)       | Katarzyna Grochola              | Ewelina Flinta                         | Chilli                           |
| 11 kwietnia 2004     | 32 (73)       | Kora                            | Marek Jackowski                        | Maanam                           |
| 18 kwietnia 2004     | 33 (74)       | Klaudiusz Sevkovic              | Marysia Sadowska                       | Kobiety                          |
| 25 kwietnia 2004     | 34 (75)       | Gene Gutowski                   | Krzysztof Zalewski                     | Jacek Lachowicz                  |
| 2 maja 2004          | 35 (76)       | Joanna Szczepkowska             | Marcin Urbaś                           | Moja Adrenalina                  |
| 9 maja 2004          | 36 (77)       | Dorota Rabczewska               | Jarek Janiszewski                      | Cowder – „Clown”                 |
| 16 maja 2004         | 37 (78)       | Edyta Jungowska                 | Stasio                                 | Stasio – „A cz. 4”               |
| 23 maja 2004         | 38 (79)       | Ewa Sałacka                     | Jeden Osiem L                          | Hype                             |
| 30 maja 2004         | 39 (80)       | Emilia Krakowska                | Liroy                                  | Diszobabaa – „Mike”              |
| 6 czerwca 2004       | 40 (81)       | Monika Richardson               | Mezo                                   | De Coy – „A Little Uneasy”       |
| 13 czerwca 2004      | 41 (82)       | Maciej Dowbor                   | Magda Femme                            | Coma – „Spadam”                  |
| 20 czerwca 2004      | 42 (83)       | Ewa Bem                         | Mariusz Czerkawski                     | Toronto                          |

## Seria 4. – jesień 2004 (Polsat)
| Data emisji odcinka  | Numer odcinka | Pierwszy gość programu | Drugi gość programu               | Gość muzyczny                                    |
| -------------------- | ------------- | ---------------------- | --------------------------------- | ------------------------------------------------ |
| 5 września 2004      | 1 (84)        | Weronika Rosati        | Kazimierz Kutz                    | Blow Job                                         |
| 12 września 2004     | 2 (85)        | Maciej Maleńczuk       | Joanna Liszowska                  | Auto da fé – „Home”                              |
| 19 września 2004     | 3 (86)        | Monika Brodka          | Hanna Śleszyńska                  | Monika Brodka – „They Say I’m Different” / „Ten” |
| 26 września 2004     | 4 (87)        | Otylia Jędrzejczak     | Marek Borowski                    | Cinq G – „5 G złapię cię”                        |
| 3 października 2004  | 5 (88)        | Jan Borysewicz         | Radosław Majdan, Płk. Roman Polko | Apogeum – „Find Your Aim”                        |
| 10 października 2004 | 6 (89)        | Marta Wiśniewska       | Magdalena Wójcik                  | Mandaryna – „L’ete indien”                       |
| 17 października 2004 | 7 (90)        | Andrzej Dąbrowski      | Karolina Korwin Piotrowska        | Abradab – „Rapowe ziarno”                        |
| 24 października 2004 | 8 (91)        | Jerzy Kulej            | Dorota Wellman                    | Agenda                                           |
| 31 października 2004 | 9 (92)        | Katarzyna Groniec      | Piotr Machalica                   | Her – „Empyema”                                  |
| 7 listopada 2004     | 10 (93)       | Jolanta Pieńkowska     | Jerzy Kryszak                     | Braty z Rakemna – „Miłość”                       |
| 14 listopada 2004    | 11 (94)       | Agnieszka Frykowska    | Roman Kostrzewski                 | Ptaky – „Wanna”                                  |
| 21 listopada 2004    | 12 (95)       | Leszek Kuzaj           | Włodzimierz Zientarski            | Sidney Polak – „Chomiczówka”                     |
| 28 listopada 2004    | 13 (96)       | Alicja Walczak         | Mariusz Jakus                     | Dialektyka – „Ta chwila”                         |
| 5 grudnia 2004       | 14 (97)       | Justyna Steczkowska    | Arkadiusz Jakubik                 | Kości – „Konrad”                                 |
| 12 grudnia 2004      | 15 (98)       | Paolo Cozza            | Jacek Cygan                       | Panika – „Wszystko jasne”                        |
| 19 grudnia 2004      | 16 (99)       | Piotr Fronczewski      | Małgorzata Socha                  | Chassis                                          |

## Seria 5. – wiosna 2005 (Polsat)
| Data emisji odcinka | Numer odcinka | Pierwszy gość programu    | Drugi gość programu | Gość muzyczny                        |
| ------------------- | ------------- | ------------------------- | ------------------- | ------------------------------------ |
| 6 lutego 2005       | 1 (100)       | Katarzyna Bujakiewicz     | Anna Przybylska     | Ferid                                |
| 13 lutego 2005      | 2 (101)       | Piotr Ikonowicz           | Norbi               | Orbita Wiru                          |
| 20 lutego 2005      | 3 (102)       | Paweł Kukiz               | –                   | Piersi                               |
| 27 lutego 2005      | 4 (103)       | Małgorzata Kożuchowska    | Ani Mru Mru         | Malarze i żołnierze                  |
| 6 marca 2005        | 5 (104)       | Szymon Majewski           | –                   | Gutierez                             |
| 13 marca 2005       | 6 (105)       | Edyta Górniak             | –                   | Edyta Górniak z zespołem Mathplanete |
| 20 marca 2005       | 7 (106)       | Maciek Rock               | Marysia Góralczyk   | Telewizor                            |
| 10 kwietnia 2005    | 8 (107)       | Katarzyna Cichopek        | Numer Raz           | Pustki                               |
| 17 kwietnia 2005    | 9 (108)       | Piotrek i Wojtek Cugowscy | Marcin Dorociński   | Bracia                               |
| 24 kwietnia 2005    | 10 (109)      | Ivan Komarenko            | Paulina Jaskólska   | Jary Band                            |
| 2 maja 2005         | 11 (110)      | Katarzyna Glinka          | Sidney Polak        | Oszibarack                           |
| 8 maja 2005         | 12 (111)      | Mariusz Czajka            | Robert Rozmus       | Papa Dance                           |
| 15 maja 2005        | 13 (112)      | Marek Kondrat             | –                   | Analog                               |
| 22 maja 2005        | 14 (113)      | Jarosław Wałęsa           | Danuta Rinn         | Los Trabantos                        |
| 29 maja 2005        | 15 (114)      | Władysław Frasyniuk       | Iwona Guzowska      | Harry Kain                           |
| 5 czerwca 2005      | 16 (115)      | Krzysztof Zanussi         | Bolec               | Daniel Bloom                         |
| 12 czerwca 2005     | 17 (116)      | Mariusz Max Kolonko       | Tomasz Kammel       | Skangur                              |
| 19 czerwca 2005     | 18 (117)      | Jan Nowicki               | –                   | Czerwie                              |

## Seria 6. – jesień 2005 (Polsat)
| Data emisji odcinka  | Numer odcinka | Pierwszy gość programu    | Drugi gość programu    | Gość muzyczny   |
| -------------------- | ------------- | ------------------------- | ---------------------- | --------------- |
| 4 września 2005      | 1 (118)       | Sebastian Karpiel-Bułecka | Tomasz Stańko          | Zakopower       |
| 11 września 2005     | 2 (119)       | Wojciech Olejniczak       | Ewa Sonnet             | Ewa Sonnet      |
| 18 września 2005     | 3 (120)       | Rafał Mroczek             | Sistars                | Sistars         |
| 25 września 2005     | 4 (121)       | Maryla Rodowicz           | Maciek Silski          | Maryla Rodowicz |
| 2 października 2005  | 5 (122)       | Anna Samusionek           | Henryka Bochniarz      | Plateau         |
| 9 października 2005  | 6 (123)       | Robert Mazurek            | Igor Zalewski          | Queens          |
| 16 października 2005 | 7 (124)       | Piotr Gembarowski         | Bohdan Łazuka          | Hurt            |
| 23 października 2005 | 8 (125)       | Henryk Gołębiewski        | Krzysztof Kiersznowski | Dreamland       |
| 30 października 2005 | 9 (126)       | Maciej Kozłowski          | Maria Peszek           | Maria Peszek    |
| 6 listopada 2005     | 10 (127)      | Beata Tyszkiewicz         | –                      | Ziyo            |
| 13 listopada 2005    | 11 (128)      | Robert Makłowicz          | –                      | Kindla          |
| 20 listopada 2005    | 12 (129)      | Martyna Wojciechowska     | Zygmunt Chajzer        | Hedone          |
| 27 listopada 2005    | 13 (130)      | Tomasz Adamek             | Paulina Młynarska      | Funky Polak     |
| 4 grudnia 2005       | 14 (131)      | Donald Tusk               | Michał Tusk            | Milczenie Owiec |
| 11 grudnia 2005      | 15 (132)      | Mandaryna                 | Piotr Rubik            | deSKA           |
| 18 grudnia 2005      | 16 (133)      | Bronisław Cieślak         | Monika Pyrek           | Amadeusz        |
| 25 grudnia 2005      | 17 (134)      | Doda i Radosław Majdan    | Doda i Radosław Majdan | Virgin          |

## Seria 7. – wiosna 2006 (Polsat)
| Data emisji odcinka | Numer odcinka | Pierwszy gość programu     | Drugi gość programu  | Gość muzyczny                      |
| ------------------- | ------------- | -------------------------- | -------------------- | ---------------------------------- |
| 19 lutego 2006      | 1 (135)       | Daniel Passent             | Anna Dereszowska     | Mosqitoo                           |
| 26 lutego 2006      | 2 (136)       | Kazimiera Szczuka          | –                    | The Calog                          |
| 5 marca 2006        | 3 (137)       | Jan Pietrzak               | Olaf Deriglasoff     | Olaf Deriglasoff                   |
| 12 marca 2006       | 4 (138)       | Jerzy Urban                | –                    | Jim Wowa Gatsby                    |
| 19 marca 2006       | 5 (139)       | Grzegorz Halama            | Mirosław Baka        | Lee Ryan                           |
| 26 marca 2006       | 6 (140)       | Zygmunt „Muniek” Staszczyk | –                    | Blade Loki                         |
| 2 kwietnia 2006     | 7 (141)       | Krzysztof Ibisz            | Karolina Malinowska  | Delight                            |
| 9 kwietnia 2006     | 8 (142)       | Marcin Bosak               | Danuta Dmowska       | Kanał Audytywny                    |
| 23 kwietnia 2006    | 9 (143)       | Jan Wieczorkowski          | Tomasz Raczek        | Mistic                             |
| 30 kwietnia 2006    | 10 (144)      | Zofia Czerwińska           | Bartosz Obuchowicz   | Fizz The Fire                      |
| 7 maja 2006         | 11 (145)      | Hubert Urbański            | Manuela Gretkowska   | Janek Benedek                      |
| 14 maja 2006        | 12 (146)      | Małgorzata Domagalik       | Tomasz Lis           | Oranżada                           |
| 21 maja 2006        | 13 (147)      | Jacek Poniedziałek         | Michał Koterski      | Des Moines                         |
| 28 maja 2006        | 14 (148)      | Przemysław Sadowski        | Maciej Zegan         | Pectus                             |
| 4 czerwca 2006      | 15 (149)      | Tomasz Jachimek            | Mateusz Borek        | Kochankowie Gwiezdnych Przestrzeni |
| 11 czerwca 2006     | 16 (150)      | Iwona Szymańska-Pavlović   | Witold Pyrkosz       | Pudelsi                            |
| 18 czerwca 2006     | 17 (151)      | Magdalena Schejbal         | Adam Darski „Nergal” | Farba                              |

## Seria 1. (8.) – jesień 2006 (TVN)
| Data emisji odcinka  | Numer odcinka | Pierwszy gość programu | Drugi gość programu                  | Reportaż w terenie                                    | Gość muzyczny                                        |
| -------------------- | ------------- | ---------------------- | ------------------------------------ | ----------------------------------------------------- | ---------------------------------------------------- |
| 24 września 2006     | 1 (152)       | Aleksandra Kwaśniewska | Anna Mucha                           | Kulisy Festiwalu Polskich Filmów Fabularnych w Gdyni  | Sedativa – „Banda banda”                             |
| 1 października 2006  | 2 (153)       | Joanna Senyszyn        | Katarzyna Cichopek i Marcin Hakiel   | Nauka tańca na ulicy                                  | Superpuder – „Film Renaty”                           |
| 8 października 2006  | 3 (154)       | Borys Szyc             | Ania Dąbrowska                       | „Impreza Nike”                                        | Chico – „Masterplan”                                 |
| 15 października 2006 | 4 (155)       | Maria Wiktoria Wałęsa  | Krystyna Czubówna                    | brak (reporter w studio: oświadczyny M. Koterskiego)  | Apteka – „Korowód”                                   |
| 22 października 2006 | 5 (156)       | Jan Maria Rokita       | Agnieszka Włodarczyk                 | Relacja z portu lotniczego im. Lecha Wałęsy w Gdańsku | Jesus Chrysler Suicide – „Absinthia”                 |
| 29 października 2006 | 6 (157)       | Anna Guzik             | Weronika Rosati                      | Relacja z meczu Reprezentacji Artystów Polskich       | DeLaCore – „Po co”                                   |
| 5 listopada 2006     | 7 (158)       | Andrzej Niemczyk       | Kasia Cerekwicka                     | brak (reporter w studio: piosenka ‘Felicita’)         | Dzika Kiszka                                         |
| 12 listopada 2006    | 8 (159)       | Tomasz Karolak         | Monika Brodka                        | Wywiad z „Robertem Kubicą”                            | Voltaire – „Reveries”                                |
| 19 listopada 2006    | 9 (160)       | Kinga Rusin            | Robert Chojnacki i Andrzej Piaseczny | brak (reporter w studio: taniec ‘hip-hop’)            | Tomasz Stańko – „Kaligula”                           |
| 26 listopada 2006    | 10 (161)      | Liroy                  | Agnieszka Frykowska                  | Piosenka wykonana przez Michała Koterskiego           | Liroy – „L nino”                                     |
| 3 grudnia 2006       | 11 (162)      | Adam Sztaba            | Jacek Łągwa i Anna Wiśniewska        | Spot wyborczy Michała Koterskiego                     | Druga Strona Lustra – „Głos pokolenia”               |
| 10 grudnia 2006      | 12 (163)      | Olaf Lubaszenko        | Anna Wyszkoni                        | Relacja z Camerimage 2006                             | Łzy – „Gdybyś był”                                   |
| 17 grudnia 2006      | 13 (164)      | Cezary Pazura          | Peja                                 | brak                                                  | Motema Africa; Slums Attack – „Szacunek ludzi ulicy” |
| 31 grudnia 2006      | 14 (165)      | Kazimiera Szczuka      | Michał Koterski                      | brak (reporter w studio)                              | KSU – „Kto Cię obroni Polsko?”                       |

## Seria 2. (9.) – wiosna 2007 (TVN)
| Data emisji odcinka | Numer odcinka | Pierwszy gość programu             | Drugi gość programu               | Reportaż w terenie                   | Przegląd prasy                           | Gość muzyczny                            |
| ------------------- | ------------- | ---------------------------------- | --------------------------------- | ------------------------------------ | ---------------------------------------- | ---------------------------------------- |
| 18 lutego 2007      | 1 (166)       | Agnieszka Chylińska                | –                                 | –                                    | Joanna Senyszyn                          | Aga Zaryan – „Throw It Away”             |
| 25 lutego 2007      | 2 (167)       | Maciej Stuhr                       | Tomasz Kot                        | Viva! Najpiękniejsi 2007             | Mandaryna                                | Kapitan DA – „Sliding”                   |
| 4 marca 2007        | 3 (168)       | Ewa Drzyzga                        | Monika Gawlińska Robert Gawliński | Misiek na siłowni                    | Zygmunt Staszczyk                        | Plastic – „Superstar”                    |
| 11 marca 2007       | 4 (169)       | Krzysztof Bosak                    | Janusz Panasewicz                 | „Chcę być piękny!”                   | Piotr Najsztub                           | Chain Reaction – „Manipulacja”           |
| 18 marca 2007       | 5 (170)       | Andrzej Lepper                     | –                                 | Rekrutacja Miśka do Samoobrony       | Stefan Niesiołowski                      | No Limits – „Kochałem Cię samotnie”      |
| 25 marca 2007       | 6 (171)       | Marcin Daniec                      | Andrzej Smolik                    | Misiek szuka pierwszych oznak wiosny | Liroy                                    | Scooter – „Behind the Cow”               |
| 1 kwietnia 2007     | 7 (172)       | Tatiana Okupnik                    | Marcin Meller                     | Sesja do Playboya                    | Marcin Gracza                            | Lipali – „Runner”                        |
| 15 kwietnia 2007    | 8 (173)       | Ryszard Kalisz                     | Marcin Mroczek                    | Misiek Koterski i lata młodości      | Wanda Kwietniewska                       | Cała Góra Barwinków – „24 godziny”       |
| 15 kwietnia 2007    | Ekstra        | Sesja do Playboya                  | Sesja do Playboya                 | Sesja do Playboya                    | Sesja do Playboya                        | Sesja do Playboya                        |
| 22 kwietnia 2007    | 9 (174)       | Krystyna Janda                     | Żora Korolyov                     | Relacja z rozdania Świrów 2007       | Janusz Maksymiuk                         | NOT – „To taka gra”                      |
| 29 kwietnia 2007    | 10 (175)      | Anita Lipnicka John Porter         | Mariusz Pudzianowski              | Dzień przed Euro 2012                | Paolo Cozza                              | Makle Kfuckle – „Rapstein”               |
| 6 maja 2007         | 11 (176)      | Iwan Komarenko                     | Marcin Miller                     | –                                    | Agnieszka Frykowska                      | Des Moines – „Ona miała z sobą moc”      |
| 13 maja 2007        | 12 (177)      | Zbigniew Wodecki                   | Agata Kulesza                     | „Znajdziesz mnie znowu”              | Bronisław Komorowski (nieemitowane w TV) | Frog Off – „Tak, tak”                    |
| 20 maja 2007        | 13 (178)      | Katarzyna Skrzynecka               | Maciej Maleńczuk                  | –                                    | Wojciech Olejniczak                      | Katarzyna Skrzynecka – „Summertime”      |
| 27 maja 2007        | 14 (179)      | Jacek Kurski                       | Elżbieta Zapendowska              | –                                    | Tomasz Jacyków                           | Projekt Zagmadfany – „Reaguje”           |
| 3 czerwca 2007      | 15 (180)      | Wojciech Cejrowski                 | Patrycja Markowska                | Reportaż nt. Teletubisia Tinky Winky | Olaf Lubaszenko                          | Patrycja Markowska – „Świat się pomylił” |
| 10 czerwca 2007     | 16 (181)      | Jan Borysewicz Andrzej Mogielnicki | Michał Paszczyk Roman Żurek       | „Pucuj z gwiazdami”                  | Ryszard Kalisz                           | Psychocukier – „Harry J.”                |
| 12 czerwca 2007     | 17 (182)      | Dwa Gołębie 2007 Festival          | Dwa Gołębie 2007 Festival         | Dwa Gołębie 2007 Festival            | Dwa Gołębie 2007 Festival                | Dwa Gołębie 2007 Festival                |
| 17 czerwca 2007     | 18 (183)      | Cezary Żak                         | Jędrzej Kodymowski                | –                                    | Edyta Herbuś                             | Nefre – „Kto wie...”                     |
| 24 czerwca 2007     | 19 (184)      | Anna Przybylska                    | Piotr Rubik                       | „Co za dzień”                        | The best of the worst                    | Piotr Rubik – „Cała prawda”              |

## Seria 3. (10.) – jesień 2007 (TVN)
| Data emisji odcinka  | Numer odcinka | Pierwszy gość programu                | Drugi gość programu         | Gość muzyczny        |
| -------------------- | ------------- | ------------------------------------- | --------------------------- | -------------------- |
| 9 września 2007      | 1 (185)       | Magda Mołek                           | Tomasz Kammel               | Bremenn              |
| 16 września 2007     | 2 (186)       | Marek Kondrat i Marlena Drozdowska    | Michał „Misiek” Koterski    | TABU                 |
| 23 września 2007     | 3 (187)       | Olga Lipińska                         | Michał Piróg                | GandahaR             |
| 30 września 2007     | 4 (188)       | Paweł Kukiz                           | Łukasz Płoszajski           | Gabriela Kulka       |
| 7 października 2007  | 5 (189)       | Andrzej Grabowski                     | Katarzyna Grochola          | Michał Karpacki      |
| 14 października 2007 | 6 (190)       | Piotr Gąsowski                        | Tomasz Lipiński             | Tomasz Lipiński      |
| 28 października 2007 | 7 (191)       | Katarzyna Figura                      | Michał Witkowski            | Habakuk              |
| 4 listopada 2007     | 8 (192)       | Piotr Najsztub                        | Edyta Herbuś                | Karolina Kozak       |
| 11 listopada 2007    | 9 (193)       | Rafał Bryndal                         | Łukasz Kadziewicz           | Atrakcyjny Kazimierz |
| 18 listopada 2007    | 10 (194)      | Grażyna Szapołowska                   | Sebastian Karpiel-Bułecka   | Ada Fijał            |
| 25 listopada 2007    | 11 (195)      | Andrzej Morozowski i Tomasz Sekielski | Katarzyna i Michał Tuskowie | Jarecki              |
| 2 grudnia 2007       | 12 (196)      | Justyna Steczkowska                   | Natalia Kukulska            | Cinq G               |
| 9 grudnia 2007       | 13 (197)      | Agustin Egurrola                      | Krzysztof Skiba             | Tomasz Makowiecki    |
| 16 grudnia 2007      | 14 (198)      | Jarosław Kret                         | Anna Bosak i Rafał Kamiński | Queens               |
| 23 grudnia 2007      | 15 (199)      | Jan Nowicki                           | Hubert Urbański             | Power of Trinity     |

## Seria 4. (11.) – wiosna 2008 (TVN)
| Data emisji odcinka | Numer odcinka | Pierwszy gość programu             | Drugi gość programu                     | Gość muzyczny                                 |
| ------------------- | ------------- | ---------------------------------- | --------------------------------------- | --------------------------------------------- |
| 2 marca 2008        | 1 (200)       | Edyta Olszówka i Magdalena Różczka | Anna Dereszowska i Izabela Kuna         | Cała Góra Barwinków – „Ta ostatnia niedziela” |
| 4 marca 2008        | 2 (201)       | Paweł Królikowski                  | Katarzyna Zielińska                     | Popcore – „Hamster”                           |
| 11 marca 2008       | 3 (202)       | Piotr Kraśko                       | Tomasz Lubert i Wojciech Łuszczykiewicz | Video – „Oglądaj tv”                          |
| 18 marca 2008       | 4 (203)       | Janusz Palikot                     | Tomasz Jacyków                          | Dick4Dick – „Another Dick”                    |
| 25 marca 2008       | 5 (204)       | Krzysztof Stelmaszyk               | Marek Raczkowski                        | Sztywny Pal Azji – „Drag Queen”               |
| 1 kwietnia 2008     | 6 (205)       | Mariusz Pudzianowski               | Przemysław Saleta                       | Hurt – „Lecę ponad chmurami”                  |
| 8 kwietnia 2008     | 7 (206)       | Joanna Jabłczyńska                 | Zespół Big Cyc                          | Dubska – „Johny”                              |
| 15 kwietnia 2008    | 8 (207)       | Anna Cieślak                       | Daniel Olbrychski                       | Pavulon Twist – „Real Cool Cat”               |
| 22 kwietnia 2008    | 9 (208)       | Krzysztof Ibisz                    | Tola Szlagowska                         | Farel Gott – „Berlin”                         |
| 29 kwietnia 2008    | 10 (209)      | Piotr Galiński                     | Marcin Dorociński                       | Kid A – „33”                                  |
| 6 maja 2008         | 11 (210)      | Monika Richardson                  | Paweł „Konjo” Konnak                    | Samokhin Band – „Anka miłość ty moja”         |
| 13 maja 2008        | 12 (211)      | Janina Paradowska                  | Robert Brylewski                        | Benzyna – „Ten świat jest jak woda”           |
| 20 maja 2008        | 13 (212)      | Maryla Rodowicz                    | –                                       | Funktor – „Majtki”                            |
| 27 maja 2008        | 14 (213)      | Maciej Orłoś                       | Maciej „Gleba” Florek                   | Śliffka – „Eq Your Iq”                        |
| 3 czerwca 2008      | 15 (214)      | Weronika Książkiewicz              | Joanna Liszowska                        | Manchester – „Dziewczyna gangstera”           |
| 10 czerwca 2008     | 16 (215)      | Wojciech Jagielski                 | Jacek Poniedziałek                      | Sorry Boys – „Chance”                         |
| 17 czerwca 2008     | 17 (216)      | Piotr Gadzinowski                  | Czesław Mozil                           | Golden Life – „Tip”                           |

## Seria 5. (12.) – jesień 2008 (TVN)
| Data emisji odcinka  | Numer odcinka | Pierwszy gość programu              | Drugi gość programu                                              | Gość muzyczny                                        |
| -------------------- | ------------- | ----------------------------------- | ---------------------------------------------------------------- | ---------------------------------------------------- |
| 2 września 2008      | 1 (217)       | Anna Mucha                          | Konrad Wasielewski, Marek Kolbowicz, Michał Jeliński, Adam Korol | Czerwone Gitary – „Anna M.”                          |
| 9 września 2008      | 2 (218)       | Adam Nowak                          | Szymon Kołecki                                                   | Popiół – „3:05”                                      |
| 16 września 2008     | 3 (219)       | Aleksandra Kwaśniewska              | Leszek Blanik                                                    | Soomood – „Concrete Minds”                           |
| 23 września 2008     | 4 (220)       | Maria Peszek                        | Szymon Hołownia                                                  | Maria Peszek – „Reks/Hujawiak”                       |
| 30 września 2008     | 5 (221)       | Artur Andrus                        | Janusz Panasewicz                                                | Jedyna Maść – „Moja własna śmierć”                   |
| 7 października 2008  | 6 (222)       | Robert Górski                       | Marcin Prokop                                                    | Piotr Restecki – „Country”                           |
| 14 października 2008 | 7 (223)       | Grzegorz Halama                     | Krzysztof Zanussi                                                | SunFlowers – „Znaki”                                 |
| 21 października 2008 | 8 (224)       | Tomasz Lis                          | Sławomir Świerzyński                                             | Bayer Full – „Daleka droga”                          |
| 28 października 2008 | 9 (225)       | Magdalena Cielecka                  | Marcin Meller                                                    | Iwona Węgrowska – „4 lata”                           |
| 4 listopada 2008     | 10 (226)      | Piotr Kupicha                       | Natalia Przybysz                                                 | Kabaret Skeczów Męczących – „Piosenka trenera”       |
| 11 listopada 2008    | 11 (227)      | Zygmunt „Muniek” Staszczyk          | Małgorzata Walewska                                              | Ptaky – „Kaznodzieja”                                |
| 18 listopada 2008    | 12 (228)      | Olivier Janiak                      | Jacek Braciak                                                    | Dorota Miśkiewicz – „Budzić się i zasypiać (z tobą)” |
| 25 listopada 2008    | 13 (229)      | Tomasz Stańko                       | Ewa Kasprzyk                                                     | 22pm – „Szaft”                                       |
| 2 grudnia 2008       | 14 (230)      | Cezary Pazura                       | Maciej Maleńczuk                                                 | Aga Zaryan – „Never Said”                            |
| 9 grudnia 2008       | 15 (231)      | Maciej Zakościelny, Anna Serafińska | Natalia Lesz, Wioletta Fiuk                                      | Anna Serafińska – „You Made Me Love You”             |

## Seria 6. (13.) – wiosna 2009 (TVN)
| Data emisji odcinka | Numer odcinka | Pierwszy gość programu          | Drugi gość programu | Gość muzyczny                                           |
| ------------------- | ------------- | ------------------------------- | ------------------- | ------------------------------------------------------- |
| 3 marca 2009        | 1 (232)       | Robert Janowski                 | Aleksandra Szwed    | Robert Janowski – „Już nie zapomnisz mnie”              |
| 10 marca 2009       | 2 (233)       | Andrzej Chyra                   | Rafał Olbrychski    | Asia Si – „Beautiful”                                   |
| 17 marca 2009       | 3 (234)       | Agata Kulesza                   | Krzysztof Hołowczyc | Vino – „Wariaci”                                        |
| 24 marca 2009       | 4 (235)       | Tomasz Karolak                  | Ryszard Rynkowski   | The Cuts – „Pokój na jedną noc”                         |
| 31 marca 2009       | 5 (236)       | Artur Barciś                    | Daniel Wieleba      | Ray Wilson – „Razorlight”                               |
| 7 kwietnia 2009     | 6 (237)       | Paweł Małaszyński               | Piotr Rogucki       | Sami – „Czasami tak”                                    |
| 21 kwietnia 2009    | 7 (238)       | Jan Nowicki, Małgorzata Potocka | Zenon Martyniuk     | Akcent – „Moja gwiazda”, „Czemu jesteś taka dziewczyno” |
| 28 kwietnia 2009    | 8 (239)       | Bogusław Linda                  | Iwona Węgrowska     | Lipali – „Upadam”                                       |
| 5 maja 2009         | 9 (240)       | Borys Szyc                      | Monika Mrozowska    | Sofa – „We Broke”                                       |
| 12 maja 2009        | 10 (241)      | Michał Piróg                    | Anna Przybylska     | Miasto – „Sami”                                         |
| 19 maja 2009        | 11 (242)      | Maria Czubaszek                 | Jarosław Kuźniar    | Patrycja Kosiarkiewicz – „Zdumiewające”                 |
| 26 maja 2009        | 12 (243)      | Bartek Kasprzykowski            | Łukasz Nowicki      | Out of Tune – „Confidence”                              |

## Seria 7. (14.) – jesień 2009 (TVN)
| Data emisji odcinka  | Numer odcinka | Pierwszy gość programu                   | Drugi gość programu  | Gość muzyczny                                         |
| -------------------- | ------------- | ---------------------------------------- | -------------------- | ----------------------------------------------------- |
| 8 września 2009      | 1 (244)       | Agnieszka Chylińska                      | Małgorzata Foremniak | Holy Smoke – „Lech Wałęsa”                            |
| 15 września 2009     | 2 (245)       | Paweł i Łukasz Golcowie                  | Tomasz Pukacki       | Acid Drinkers – „Drug Dealer”                         |
| 22 września 2009     | 3 (246)       | Piotr Gacek, Jakub Jarosz, Bartosz Kurek | Michał Witkowski     | Kumka Olik – „Grzeczna dziewczynka”                   |
| 29 września 2009     | 4 (247)       | Iga Wyrwał                               | Agnieszka Holland    | Golec uOrkiestra – „Góralskie tango”                  |
| 6 października 2009  | 5 (248)       | Tomasz Kot                               | Ewa Farna            | Blade Loki – „Wszyscy diabli”                         |
| 13 października 2009 | 6 (249)       | Kamil Durczok                            | Tymon Tymański       | Tymon & The Transistors – „Pete Best Was Good Enough” |
| 20 października 2009 | 7 (250)       | Piotr Adamczyk                           | Marta Wiśniewska     | Marta Wiśniewska – „Good Dog, Bad Dog”                |
| 27 października 2009 | 8 (251)       | Małgorzata Kożuchowska                   | Rafał Mohr           | Betty Be – „Rozmiar B”                                |
| 3 listopada 2009     | 9 (252)       | Tomasz Kammel                            | Gaba Kulka           | L.Stadt – „Death of Surfer Girl”                      |
| 10 listopada 2009    | 10 (253)      | Krzysztof Materna                        | Anna Wyszkoni        | Anna Wyszkoni – „O tylu rzeczach”                     |
| 17 listopada 2009    | 11 (254)      | Anna Dereszowska                         | Anna Świątczak       | Aniqa – „Silence”                                     |
| 24 listopada 2009    | 12 (255)      | Mariusz Kałamaga                         | Olga Frycz           | WCK – „Dobranoc dla wszystkich”                       |
| 1 grudnia 2009       | 13 (256)      | Wojciech Malajkat                        | Tomasz Sianecki      | Deyacoda – „Falling Down”                             |
| 8 grudnia 2009       | 14 (257)      | Dariusz Krupa                            | Otylia Jędrzejczak   | Eden Express – „Lubię robić nic”                      |

## Seria 8. (15) – wiosna 2010 (TVN)
| Data emisji odcinka | Numer odcinka | Pierwszy gość programu                                | Drugi gość programu                         | Gość muzyczny                                                   |
| ------------------- | ------------- | ----------------------------------------------------- | ------------------------------------------- | --------------------------------------------------------------- |
| 2 marca 2010        | 1 (258)       | Zbigniew Zamachowski                                  | Anna Wendzikowska                           | Mademoiselle Karen – „Kochany kochany”                          |
| 9 marca 2010        | 2 (259)       | Anna Przybylska, Anna Dereszowska i Dominika Łakomska | Marcin Wyrostek                             | Oranżada – „Przecież to masz”                                   |
| 16 marca 2010       | 3 (260)       | Andrzej Seweryn                                       | Muniek Staszczyk                            | Candy Girl – „Lick It”                                          |
| 23 marca 2010       | 4 (261)       | Michał Żebrowski                                      | Anja Rubik                                  | St. City Surfers – „Women with a Gun”                           |
| 30 marca 2010       | 5 (262)       | Łukasz Garlicki                                       | Piotr Garlicki                              | Sublim – „Scalić nas”                                           |
| 6 kwietnia 2010     | 6 (263)       | Piotr Cyrwus                                          | Katarzyna Glinka                            | Carrion – „Nie bez wiary”                                       |
| 20 kwietnia 2010    | 7 (264)       | Maciej Zakościelny                                    | Krzysztof Jaryczewski i Marianna Wróblewska | Maciej Zakościelny i Marianna Wróblewska – „My Funny Valentine” |
| 27 kwietnia 2010    | 8 (265)       | Urszula                                               | Jakub Badach                                | Poluzjanci – „Doskonale”                                        |
| 4 maja 2010         | 9 (266)       | Robert Moskwa                                         | Czesław Mozil                               | Moja Adrenalina – „Y dopatrzenia”                               |
| 11 maja 2010        | 10 (267)      | Rafał Rutkowski                                       | Robert Gawliński                            | Robert Gawliński – „Kalejdoskop bardo”                          |
| 18 maja 2010        | 11 (268)      | Marina Łuczenko                                       | Maciej Miecznikowski                        | Marina Łuczenko – „Glam pop”                                    |
| 25 maja 2010        | 12 (269)      | Paweł Królikowski                                     | Anna Nowak-Ibisz                            | Cała Góra Barwinków – „Nie mam czasu”                           |
| 1 czerwca 2010      | 13 (270)      | Katarzyna Grochola                                    | Marcin Miller                               | Dagadana – „Szumila liszczyna”                                  |
| 8 czerwca 2010      | 14 (271)      | Janusz Palikot                                        | Krzysztof Włodarczyk                        | Vena Valley – „Libido”                                          |
| 15 czerwca 2010     | 15 (272)      | Borys Szyc                                            | Natalia Lesz                                | Natalia Lesz – „Radioactive”                                    |
| 22 czerwca 2010     | 16 (273)      | Tadeusz Drozda i Joanna Drozda                        | Tomasz Jacyków                              | Andy – „Fajki i alkohol”                                        |

## Seria 9. (16.) – jesień 2010 (TVN)
| Data emisji odcinka  | Numer odcinka | Pierwszy gość programu | Drugi gość programu                                                                | Gość muzyczny                                           |
| -------------------- | ------------- | ---------------------- | ---------------------------------------------------------------------------------- | ------------------------------------------------------- |
| 7 września 2010      | 1 (274)       | Dorota Gardias-Skóra   | Wojciech Olejniczak                                                                | Dubska – „Biały czarny”                                 |
| 14 września 2010     | 2 (275)       | Maciej Stuhr           | Peja (raper)                                                                       | Iowa Super Soccer – „My World”                          |
| 21 września 2010     | 3 (276)       | Andrzej Grabowski      | Wojciech Łozowski i Tomasz Lach                                                    | Afromental – „Rock & Rollin’ Love”                      |
| 28 września 2010     | 4 (277)       | Robert Korzeniowski    | Ryszard Kalisz                                                                     | Sarah Blasko – „All I Want”                             |
| 5 października 2010  | 5 (278)       | Filip Bajon            | Joanna Horodyńska i Karolina Malinowska                                            | Bruno Schulz – „Szybki świat”                           |
| 12 października 2010 | 6 (279)       | Dorota Wellman         | Abelard Giza i Wojciech Tremiszewski                                               | The Jokes After Lunch – „Melange”                       |
| 19 października 2010 | 7 (280)       | Maja Włoszczowska      | Tomasz Barański, Łukasz Czarnecki, Jan Kliment, Cezary Olszewski i Robert Rowiński | Wet Fingers – „Like This”                               |
| 26 października 2010 | 8 (281)       | Jerzy Skolimowski      | Małgorzata Foremniak                                                               | Lidia Kopania i Igor Przebindowski – „Over the Rainbow” |
| 2 listopada 2010     | 9 (282)       | Adam Michnik           | –                                                                                  | Patrycja Markowska – „Hallo, Hallo”                     |
| 9 listopada 2010     | 10 (283)      | Tomasz Gollob          | Tomasz Karolak                                                                     | Kuśka Brothers – „Kalipso”                              |
| 16 listopada 2010    | 11 (284)      | Patricia Kazadi        | Piotr Rogucki i Paweł Małaszyński                                                  | Coma – „F.T.M.O.”                                       |
| 23 listopada 2010    | 12 (285)      | Grzegorz Turnau        | Krzysztof Piasecki                                                                 | Grzegorz Turnau – „Dobrani do pary”                     |
| 30 listopada 2010    | 13 (286)      | Magdalena Gessler      | Szymon Hołownia                                                                    | The Cuts – „Anastazja”                                  |
| 7 grudnia 2010       | 14 (287)      | Edyta Górniak          | Kamil Bednarek                                                                     | Sen Zu – „Efektywnie”                                   |
| 14 grudnia 2010      | 15 (288)      | Cezary Pazura          | Magdalena Mielcarz                                                                 | Freedom – „Burza”                                       |

## Seria 10. (17.) – wiosna 2011 (TVN)
| Data emisji odcinka | Numer odcinka | Pierwszy gość programu                                         | Drugi gość programu                                                          | Gość muzyczny                                |
| ------------------- | ------------- | -------------------------------------------------------------- | ---------------------------------------------------------------------------- | -------------------------------------------- |
| 1 marca 2011        | 1 (289)       | Radosław Majdan                                                | Weronika Marczuk                                                             | Bethel – „Zabrali mi skrzydła”               |
| 8 marca 2011        | 2 (290)       | Marcin Wójcik, Michał Wójcik, Waldemar Wilkołek                | Wojciech Pszoniak                                                            | CowdeR – „Patrzysz”                          |
| 15 marca 2011       | 3 (291)       | Marek Kondrat                                                  | Paweł Szajda                                                                 | Transsexdisco – „Prosty chłopak”             |
| 22 marca 2011       | 4 (292)       | Janusz Gajos                                                   | Weronika Książkiewicz                                                        | tres.b – „The Visionary”                     |
| 29 marca 2011       | 5 (293)       | Kasia Kowalska                                                 | Agata Kulesza i Bartosz Gelner                                               | Kasia Kowalska – „Tak... tak... to ja”       |
| 5 kwietnia 2011     | 6 (294)       | Jan Englert                                                    | Anna Jagodzińska                                                             | Tomasz Sikora – „Marne grosze”               |
| 12 kwietnia 2011    | 7 (295)       | Karolina Lutczyn, Roksana Roguś, Maciej Friedek                | Patrycja Markowska                                                           | Patrycja Markowska – „Ostatni”               |
| 19 kwietnia 2011    | 8 (296)       | Robert Janowski                                                | Bartosz Żukowski                                                             | Art of Beatbox – „Urywki”                    |
| 26 kwietnia 2011    | 9 (297)       | Maria Czubaszek                                                | Agnieszka Orzechowska, Sara May, Sławomir Oborski                            | Agnieszka Orzechowska – „Erotic House”       |
| 3 maja 2011         | 10 (298)      | Wiktor Zborowski                                               | Natalia Kukulska                                                             | Piotr Lisiecki – „Gra o wszystko”            |
| 10 maja 2011        | 11 (299)      | John Porter                                                    | Anna Głogowska, Izabela Janachowska, Janja Lesar, Magdalena Soszyńska-Michno | Konopians – „Psychoulicznyhaj”               |
| 17 maja 2011        | 12 (300)      | Tatiana Okupnik                                                | Rafał Kamiński, Artur Cieciórski, Karol Niecikowski, Kuba Jóźwiak            | Muzyka na koniec lata – „Dokąd”              |
| 24 maja 2011        | 13 (301)      | Czesław Mozil                                                  | Ewa Farna                                                                    | Camero Cat – „Showtime”                      |
| 31 maja 2011        | 14 (302)      | Wojciech Szczęsny                                              | Kamil Bednarek                                                               | Neo Retros – „The High-rise in the Sunshine” |
| 7 czerwca 2011      | 15 (303)      | Leszek Możdżer                                                 | Anna Czartoryska                                                             | Leszek Możdżer – „Prawo i pięść”             |
| 14 czerwca 2011     | 16 (304)      | Michał Szpak, Ada Szulc i Gienek Loska (oraz Jarosław Kuźniar) | –                                                                            | Flaming Panda – „Chocolate Bar”              |

## Seria 11. (18.) – jesień 2011 (TVN)
| Data emisji odcinka  | Numer odcinka | Pierwszy gość programu | Drugi gość programu                    | Gość muzyczny                         |
| -------------------- | ------------- | ---------------------- | -------------------------------------- | ------------------------------------- |
| 6 września 2011      | 1 (305)       | Joanna Krupa           | Marta Krupa                            | Muariolanza – „Lakalumulu”            |
| 13 września 2011     | 2 (306)       | Jolanta Fraszyńska     | Marcin „Madox” Majewski                | Miasto – „N+M”                        |
| 20 września 2011     | 3 (307)       | Marcin Gortat          | Julia Kamińska                         | Letters from Silence – „One More Day” |
| 27 września 2011     | 4 (308)       | Katarzyna Cichopek     | Tomasz Lipnicki i Jarosław Śmigiel     | Illusion – „Solą w oku”               |
| 4 października 2011  | 5 (309)       | Dawid Woliński         | Mariusz Fyrstenberg i Marcin Matkowski | Psy Wojny – „Palikot Is a Punkrocker” |
| 11 października 2011 | 6 (310)       | Adam Woronowicz        | Sebastian Karpiel-Bułecka              | Martina Matwiejczuk – „At Night”      |
| 18 października 2011 | 7 (311)       | Tomasz Lis             | Aleksandra Kurzak                      | Fat Burning Step – „Revolution”       |
| 25 października 2011 | 8 (312)       | Katarzyna Pakosińska   | Magdalena Kumorek                      | KaCeZet & Fundamenty – „Nadciąga”     |
| 1 listopada 2011     | 9 (313)       | Katarzyna Zielińska    | Maciej Szczęsny                        | Iza Lach – „Chociaż raz”              |
| 8 listopada 2011     | 10 (314)      | Piotr Gąsowski         | Tomasz Niecikowski                     | Kobiety – „We Are the Mutants”        |
| 15 listopada 2011    | 11 (315)      | Anna Dereszowska       | Michał Koterski                        | DoriFi – „Jutro futro”                |
| 22 listopada 2011    | 12 (316)      | Maja Ostaszewska       | Grupa MoCarta                          | Wojciech Grabek – „Matters Not”       |
| 29 listopada 2011    | 13 (317)      | Adam Darski            | Aleksandra Hamkało                     | Blindead – „Affliction XXVII II MMIX” |

## Seria 12. (19.) – wiosna 2012 (TVN)
| Data emisji odcinka | Numer odcinka | Pierwszy gość programu                            | Drugi gość programu            | Gość muzyczny    |
| ------------------- | ------------- | ------------------------------------------------- | ------------------------------ | ---------------- |
| 6 marca 2012        | 1 (318)       | Michał Żewłakow                                   | Krzysztof Rutkowski            | Natural Mystic   |
| 13 marca 2012       | 2 (319)       | Grzegorz Skawiński                                | Maciej Musiał                  | Afro Kolektyw    |
| 20 marca 2012       | 3 (320)       | Artur Andrus                                      | Stanisław Mikulski, Tomasz Kot | Żywiołak         |
| 27 marca 2012       | 4 (321)       | Marta Grycan, Weronika Grycan, Wiktoria Grycan    | Janusz Leon Wiśniewski         | Płyny            |
| 3 kwietnia 2012     | 5 (322)       | Mamed Chalidow                                    | Halina Mlynkova                | Agressiva 69     |
| 10 kwietnia 2012    | 6 (323)       | Daniel Passent                                    | Krzysztof Ibisz                | Earl Jacob       |
| 17 kwietnia 2012    | 7 (324)       | Bogusław Linda                                    | Marcin Dorociński              | Olga Matuszewska |
| 24 kwietnia 2012    | 8 (325)       | Bartosz Węglarczyk                                | Monika Brodka                  | J.D. Overdrive   |
| 1 maja 2012         | 9 (326)       | Tatiana Okupnik                                   | Albert Sosnowski               | Tatiana Okupnik  |
| 8 maja 2012         | 10 (327)      | Honorata Skarbek                                  | Kuba Giermaziak                | June             |
| 15 maja 2012        | 11 (328)      | Paweł Małaszyński                                 | Ania Rusowicz                  | Cochise          |
| 22 maja 2012        | 12 (329)      | Dawid Podsiadło, Ewelina Lisowska, Marcin Spenner | Robert Friedrich               | Sofa             |
| 29 maja 2012        | 13 (330)      | Magdalena Schejbal                                | Robert Burneika                | Holden Avenue    |

## Seria 13. (20.) – jesień 2012 (TVN)
| Data emisji odcinka  | Numer odcinka | Pierwszy gość programu                              | Drugi gość programu | Gość muzyczny                                 |
| -------------------- | ------------- | --------------------------------------------------- | ------------------- | --------------------------------------------- |
| 4 września 2012      | 1 (331)       | Natalia Siwiec                                      | Anita Włodarczyk    | Igor Przebindowski – „Romanse”                |
| 11 września 2012     | 2 (332)       | Paweł Kukiz                                         | Adrian Zieliński    | Adam Bieranowski – „Himitavo”                 |
| 18 września 2012     | 3 (333)       | Wojciech „Fokus” Alszer i Sebastian „Rahim” Salbert | Damian Janikowski   | Friday – „Hand in Hand”                       |
| 25 września 2012     | 4 (334)       | Karol Strasburger                                   | Natalia Partyka     | Olivia Anna Livki – „Abby, Abby”              |
| 2 października 2012  | 5 (335)       | Łowcy.B                                             | Iwona Węgrowska     | Poprzytula – „Blus”                           |
| 9 października 2012  | 6 (336)       | Weronika Rosati                                     | Agnieszka Szulim    | Party Hard – „Revolvered”                     |
| 16 października 2012 | 7 (337)       | Maria Peszek                                        | Krystyna Mazurówna  | Tomasz „Ragaboy” Osiecki – „Sitar u Kuby”     |
| 23 października 2012 | 8 (338)       | Kuba Błaszczykowski                                 | Jacek Koman         | TABU – „Jak dobrze Cię widzieć”               |
| 30 października 2012 | 9 (339)       | Robert Biedroń                                      | Piotr Rogucki       | Baum – „Sofia Loren”                          |
| 6 listopada 2012     | 10 (340)      | Pezet                                               | Jan Jakub Kolski    | Fire in the Hole – „Over’n'over”              |
| 13 listopada 2012    | 11 (341)      | Zbigniew Bartman                                    | Peja                | Kroolik Underwood – „Fabryka hitów”           |
| 20 listopada 2012    | 12 (342)      | Maciej Stuhr                                        | Magdalena Cielecka  | Sjon – „Forest”                               |
| 27 listopada 2012    | 13 (343)      | Katarzyna Nosowska                                  | Michel Moran        | Hey – „Do rycerzy, do szlachty, do mieszczan” |

## Seria 14. (21.) – wiosna 2013 (TVN)
| Data emisji odcinka | Numer odcinka | Pierwszy gość programu   | Drugi gość programu                            | Gość muzyczny                           |
| ------------------- | ------------- | ------------------------ | ---------------------------------------------- | --------------------------------------- |
| 26 lutego 2013      | 1 (344)       | Robert Lewandowski       | Paulina Krupińska                              | Łąki Łan                                |
| 5 marca 2013        | 2 (345)       | Jerzy Owsiak             | Radosław Liszewski                             | The Jet-Sons                            |
| 12 marca 2013       | 3 (346)       | Eryk Lubos               | Donatan                                        | Mixtura                                 |
| 19 marca 2013       | 4 (347)       | Abelard Giza             | Marta Wierzbicka                               | Venflon                                 |
| 26 marca 2013       | 5 (348)       | Arkadiusz Jakubik        | Marek Raczkowski                               | Dr Misio                                |
| 2 kwietnia 2013     | 6 (349)       | Janusz Gajos             | Czesław Mozil i CeZik                          | Peter J. Birch                          |
| 9 kwietnia 2013     | 7 (350)       | Piotr Żyła               | Katarzyna Sokołowska                           | Majestic                                |
| 16 kwietnia 2013    | 8 (351)       | Dorota „Doda” Rabczewska | Marek Dyjak                                    | Bakshish                                |
| 23 kwietnia 2013    | 9 (352)       | Joanna Moro              | Jarosław Boberek                               | Pani Galewska                           |
| 30 kwietnia 2013    | 10 (353)      | Artur Szpilka            | Joanna Majstrak                                | Love King                               |
| 7 maja 2013         | 11 (354)      | Bilguun Ariunbaatar      | Agnieszka Kaczorowska                          | HipiersoniK                             |
| 14 maja 2013        | 12 (355)      | Katarzyna Bujakiewicz    | Łukasz Jakóbiak i Julia „Maffashion” Kuczyńska | Crab Invasion                           |
| 21 maja 2013        | 13 (356)      | Marcin Tyszka            | Mela Koteluk                                   | The Chance                              |
| 28 maja 2013        | 14 (357)      | Ewa Farna                | Dawid Podsiadło                                | Dawid Podsiadło – „Trójkąty i kwadraty” |
| 4 czerwca 2013      | 15 (358)      | Patricia Kazadi          | Mike Tyson                                     | Patricia Kazadi – „Przerywam sen”       |

## Seria 15. (22.) – jesień 2013 (TVN)
| Data emisji odcinka  | Numer odcinka | Pierwszy gość programu | Drugi gość programu                  | Gość muzyczny                 |
| -------------------- | ------------- | ---------------------- | ------------------------------------ | ----------------------------- |
| 3 września 2013      | 1 (359)       | Jarosław Wałęsa        | Ivan Komarenko                       | Ted Nemeth                    |
| 10 września 2013     | 2 (360)       | Łukasz Piszczek        | Sylwia Grzeszczak                    | Sylwia Grzeszczak             |
| 17 września 2013     | 3 (361)       | Barbara Kurdej-Szatan  | Michał Materla                       | Cała Góra Barwinków           |
| 24 września 2013     | 4 (362)       | Margaret               | Katarzyna Piasecka                   | Momo                          |
| 1 października 2013  | 5 (363)       | Magdalena Różczka      | Paweł Fajdek                         | Makabunda                     |
| 8 października 2013  | 6 (364)       | Leszek Balcerowicz     | Tomasz Niecik                        | Tune                          |
| 15 października 2013 | 7 (365)       | Ewelina Lisowska       | Marcin Meller                        | Akurat                        |
| 22 października 2013 | 8 (366)       | Mariusz Pudzianowski   | Jan Mela                             | Doda – „Wkręceni (High Life)” |
| 29 października 2013 | 9 (367)       | Jakub Kosecki          | Jessica Mercedes                     | Leash Eye                     |
| 5 listopada 2013     | 10 (368)      | Władysław Kozakiewicz  | Maciej Musiał                        | Uniqplan                      |
| 12 listopada 2013    | 11 (369)      | Marcin Prokop          | Leszek Możdżer                       | William Malcolm               |
| 19 listopada 2013    | 12 (370)      | Piotr Polk             | Kamil Bednarek                       | Monika Borzym                 |
| 26 listopada 2013    | 13 (371)      | Agnieszka Więdłocha    | Tymon Tymański                       | Ada Szulc                     |
| 3 grudnia 2013       | 14 (372)      | Anna Lewandowska       | Liroy                                | KaCeZet & Fundamenty          |
| 10 grudnia 2013      | 15 (373)      | Jacek Braciak          | Marcin Paprocki i Mariusz Brzozowski | Kasia Lins                    |

## Seria 16. (23.) – wiosna 2014 (TVN)
| Data emisji odcinka | Numer odcinka | Pierwszy gość programu | Drugi gość programu                             | Gość muzyczny       |
| ------------------- | ------------- | ---------------------- | ----------------------------------------------- | ------------------- |
| 4 marca 2014        | 1 (374)       | Donatan i Cleo         | Marcel Sabat, Kamil Szeptycki i Tomasz Ziętek   | Naaman              |
| 11 marca 2014       | 2 (375)       | Zbigniew Zamachowski   | Natalia Szroeder                                | Monilove            |
| 18 marca 2014       | 3 (376)       | Paranienormalni        | Luxuria Astaroth                                | Kozak System i Enej |
| 25 marca 2014       | 4 (377)       | Hubert Urbański        | Łukasz Jemioł                                   | Żyranci             |
| 1 kwietnia 2014     | 5 (378)       | Filip Chajzer          | Łukasz Simlat i Janusz Chabior                  | Kaja Czulewicz      |
| 8 kwietnia 2014     | 6 (379)       | Agnieszka Chylińska    | Michel Moran                                    | Slave               |
| 15 kwietnia 2014    | 7 (380)       | Tomasz Zimoch          | Jan Ziobro, Maciej Kot i Dawid Kubacki          | Ziemia Kanaan       |
| 22 kwietnia 2014    | 8 (381)       | Honorata Skarbek       | Adam Asanov                                     | Maja Koman          |
| 29 kwietnia 2014    | 9 (382)       | Eva Basta              | Trybson i Eliza                                 | Bulbwires           |
| 6 maja 2014         | 10 (383)      | Monika Jaruzelska      | Vienio                                          | Bethel              |
| 13 maja 2014        | 11 (384)      | Agata Passent          | Artur Rojek                                     | Artur Rojek         |
| 20 maja 2014        | 12 (385)      | Alicja Bachleda-Curuś  | Marek Niedźwiecki                               | Xxanaxx             |
| 27 maja 2014        | 13 (386)      | Borys Szyc             | Jakub Bartnik, Liliana Pryma i Maciej Sieradzky | Tomasz Organek      |

## Seria 17. (24.) – jesień 2014 (TVN)
| Data emisji odcinka  | Numer odcinka | Pierwszy gość programu | Drugi gość programu                 | Gość muzyczny             |
| -------------------- | ------------- | ---------------------- | ----------------------------------- | ------------------------- |
| 2 września 2014      | 1 (387)       | Dawid Kwiatkowski      | Jakub Rzeźniczak i Miroslav Radović | Grawitacja                |
| 9 września 2014      | 2 (388)       | Rafał Majka            | Agata Dziarmagowska                 | Natural Mystic            |
| 16 września 2014     | 3 (389)       | Tomasz Terlikowski     | Agnieszka Szulim                    | Call the Sun              |
| 23 września 2014     | 4 (390)       | Tomasz Kot             | Sylwester Wardęga                   | Chaos Engine Research     |
| 30 września 2014     | 5 (391)       | Olga Bołądź            | Leszek Lichota                      | Skubas                    |
| 7 października 2014  | 6 (392)       | Agustin Egurrola       | Maciej Maleńczuk                    | Bongostan                 |
| 14 października 2014 | 7 (393)       | Krzysztof Kowalewski   | Zuzanna Bijoch                      | Fair Weather Friends      |
| 21 października 2014 | 8 (394)       | Sara Mannei            | Artur Boruc                         | Stargazer                 |
| 28 października 2014 | 9 (395)       | Joanna Krupa           | Alosza Awdiejew                     | Trzynasta w Samo Południe |
| 4 listopada 2014     | 10 (396)      | Maciej Stuhr           | Anna Starmach                       | Mama Selita               |
| 11 listopada 2014    | 11 (397)      | Izabella Miko          | Czesław Mozil                       | Ryba and The Witches      |
| 18 listopada 2014    | 12 (398)      | Wróżbita Maciej        | Klaudia Halejcio                    | Atom                      |
| 25 listopada 2014    | 13 (399)      | Radzimir Dębski        | Artur Szpilka                       | Raggafaya                 |

## Seria 18. (25.) – wiosna 2015 (TVN)
| Data emisji odcinka | Numer odcinka | Pierwszy gość programu | Drugi gość programu   | Gość muzyczny                   |
| ------------------- | ------------- | ---------------------- | --------------------- | ------------------------------- |
| 3 marca 2015        | 1 (400)       | Anna Grodzka           | Mamed Chalidow        | Deep Down Inside – „Whispers”   |
| 10 marca 2015       | 2 (401)       | Rafał Maślak           | Maja Ostaszewska      | Carrion – „Krótkowzroczne zera” |
| 17 marca 2015       | 3 (402)       | Aneta Zając            | Grzegorz Halama       | Besides – „May I Take You Home” |
| 24 marca 2015       | 4 (403)       | Piotr Rubik            | Rafał Sonik           | Robodrom – „Cukierki”           |
| 31 marca 2015       | 5 (404)       | Anna Dymna             | Andrzej Piaseczny     | Pod Sufitem Dżungla – „Dżungla” |
| 7 kwietnia 2015     | 6 (405)       | Robert Biedroń         | Agnieszka Kaczorowska | Selftitled – „Volcano Enema”    |
| 14 kwietnia 2015    | 7 (406)       | Piotr Głowacki         | Janusz Korwin-Mikke   | Magda Bożyk – „Outside”         |
| 21 kwietnia 2015    | 8 (407)       | Omenaa Mensah          | Artur Andrus          | Hatbreakers                     |
| 28 kwietnia 2015    | 9 (408)       | Natalia Siwiec         | Paweł Kukiz           | Rootz Fyah                      |
| 5 maja 2015         | 10 (409)      | Krzysztof Tyniec       | Ola Ciupa             | Znikający Punkt                 |
| 12 maja 2015        | 11 (410)      | Cezary Pazura          | Dorota Wellman        | Alone                           |
| 19 maja 2015        | 12 (411)      | Paweł Domagała         | Bronisław Komorowski  | Terrific Sunday                 |
| 26 maja 2015        | 13 (412)      | Stanisława Celińska    | Ani Mru Mru           | The And                         |

## Seria 19. (26.) – jesień 2015 (TVN)
| Data emisji odcinka  | Numer odcinka | Pierwszy gość programu    | Drugi gość programu              | Stand-uper        |
| -------------------- | ------------- | ------------------------- | -------------------------------- | ----------------- |
| 1 września 2015      | 1 (413)       | Krzysztof Głowacki        | Tomasz Kot                       | Rafał Pacześ      |
| 8 września 2015      | 2 (414)       | Pascal Brodnicki          | Sarsa                            | Tomasz Kołecki    |
| 15 września 2015     | 3 (415)       | Jarosław Kuźniar          | Paweł Fajdek i Piotr Małachowski | Łukasz Lodkowski  |
| 22 września 2015     | 4 (416)       | Julia Kuczyńska           | Igor Herbut                      | Michał Kempa      |
| 29 września 2015     | 5 (417)       | Zenon Martyniuk           | Michał „Sobota” Sobolewski       | Karol Modzelewski |
| 6 października 2015  | 6 (418)       | Katarzyna Figura          | Tomasz Organek                   | Jasiek Borkowski  |
| 13 października 2015 | 7 (419)       | Agnieszka Grochowska      | Czesław Mozil                    | Wiolka Walaszczyk |
| 20 października 2015 | 8 (420)       | Czadoman                  | Krzysztof Antkowiak              | Bartosz Zalewski  |
| 27 października 2015 | 9 (421)       | Antek Królikowski         | Adam i Jakub Zdrójkowscy         | Olka Szczęśniak   |
| 3 listopada 2015     | 10 (422)      | Joanna Jędrzejczyk        | Dawid Podsiadło                  | Jacek Stramik     |
| 10 listopada 2015    | 11 (423)      | Sebastian Karpiel-Bułecka | AbstrachujeTV                    | Jacek Noch        |
| 17 listopada 2015    | 12 (424)      | Grzegorz Krychowiak       | Małgorzata Foremniak             | Tomasz Kołecki    |
| 24 listopada 2015    | 13 (425)      | Marek Kondrat             | Tamara Gonzalez Perea            | Dariusz Gadowski  |
| 1 grudnia 2015       | 14 (426)      | Kortez                    | Robert Burneika                  | Rafał Pacześ      |
| 8 grudnia 2015       | 15 (427)      | Abelard Giza              | Margaret                         | Rafał Rutkowski   |

## Seria 20. (27.) – wiosna 2016 (TVN)
| Data emisji odcinka | Numer odcinka | Pierwszy gość programu | Drugi gość programu                    | Stand-uper              |
| ------------------- | ------------- | ---------------------- | -------------------------------------- | ----------------------- |
| 16 lutego 2016      | 1 (428)       | Marcin Miller          | Karolina Gilon                         | Karol Kopiec            |
| 23 lutego 2016      | 2 (429)       | Maciej Stuhr           | Maciej Nowak                           | Wojciech Fiedorczuk     |
| 1 marca 2016        | 3 (430)       | Maria Peszek           | Rafał Królikowski                      | Cezary Jurkiewicz       |
| 8 marca 2016        | 4 (431)       | Mateusz Gessler        | Kaliber 44                             | Michał Leja             |
| 15 marca 2016       | 5 (432)       | Katarzyna Nosowska     | Michał Szpak                           | Rafał Banaś             |
| 22 marca 2016       | 6 (433)       | Agnieszka Więdłocha    | Paranienormalni                        | Jasiek Borkowski        |
| 29 marca 2016       | 7 (434)       | Tomasz Oświeciński     | Ania Dąbrowska                         | Rafał Rutkowski         |
| 5 kwietnia 2016     | 8 (435)       | Dawid Kwiatkowski      | Maciej „Gleba” Florek i Ida Nowakowska | Paweł Chałupka          |
| 12 kwietnia 2016    | 9 (436)       | Magda Gessler          | L.U.C.                                 | Bartosz Zalewski        |
| 19 kwietnia 2016    | 10 (437)      | Karol Strasburger      | Aleksandra Hamkało                     | Patryk Czebańczuk       |
| 26 kwietnia 2016    | 11 (438)      | Beata Tadla            | Norbi                                  | Jakub Poczęty-Błażewicz |
| 3 maja 2016         | 12 (439)      | Jessica Mercedes       | Piękni i Młodzi                        | Adam Van Bendler        |
| 10 maja 2016        | 13 (440)      | Zbigniew Wodecki       | Reni Jusis                             | Wojciech Pięta          |
| 17 maja 2016        | 14 (441)      | Beata Pawlikowska      | Filip Chajzer                          | Rafał Pacześ            |

## Seria 21. (28.) – jesień 2016 (TVN)
| Data emisji odcinka  | Numer odcinka | Pierwszy gość programu | Drugi gość programu             |
| -------------------- | ------------- | ---------------------- | ------------------------------- |
| 6 września 2016      | 1 (442)       | Marcin Gortat          | Kasia Kowalska                  |
| 13 września 2016     | 2 (443)       | Anita Włodarczyk       | Kałamasz                        |
| 20 września 2016     | 3 (444)       | Andrzej Seweryn        | Dawid Ogrodnik                  |
| 27 września 2016     | 4 (445)       | Piotr Stramowski       | Lara Gessler                    |
| 4 października 2016  | 5 (446)       | Anna Starmach          | M.I.G                           |
| 11 października 2016 | 6 (447)       | Agnieszka Chylińska    | Kajetan Kajetanowicz            |
| 18 października 2016 | 7 (448)       | Marcin Różalski        | Andrzej Chyra                   |
| 25 października 2016 | 8 (449)       | Izabela Trojanowska    | Izabella Miko                   |
| 1 listopada 2016     | 9 (450)       | Mikołaj Cieślak        | Anita Lipnicka                  |
| 8 listopada 2016     | 10 (451)      | Michał Kwiatkowski     | Mesajah                         |
| 15 listopada 2016    | 11 (452)      | Ewelina Lisowska       | Anna Seniuk i Magdalena Małecka |
| 22 listopada 2016    | 12 (453)      | Paweł Domagała         | Popek, Sobota i Matheo          |
| 29 listopada 2016    | 13 (454)      | Magdalena Boczarska    | Sebastian Fabijański            |

## Seria 22. (29.) – wiosna 2017 (TVN)
| Data emisji odcinka | Numer odcinka | Pierwszy gość programu | Drugi gość programu           |
| ------------------- | ------------- | ---------------------- | ----------------------------- |
| 14 lutego 2017      | 1 (455)       | Monika Lewczuk         | Joanna Krupa                  |
| 21 lutego 2017      | 2 (456)       | Roma Gąsiorowska       | Wojtek Mazolewski             |
| 28 lutego 2017      | 3 (457)       | Mikołaj Roznerski      | Marek Dyjak                   |
| 7 marca 2017        | 4 (458)       | John Porter            | Adam „Nergal” Darski          |
| 14 marca 2017       | 5 (459)       | Maciej Orłoś           | Tomasz Niecik                 |
| 21 marca 2017       | 6 (460)       | Tomasz Organek         | Barbara Kurdej-Szatan         |
| 28 marca 2017       | 7 (461)       | Katarzyna Bonda        | Michał Żurawski               |
| 4 kwietnia 2017     | 8 (462)       | Krystyna Janda         | Jacek Kawalec                 |
| 11 kwietnia 2017    | 9 (463)       | Mamed Chalidow         | Monika Jaruzelska             |
| 18 kwietnia 2017    | 10 (464)      | Igor Herbut            | Maja Włoszczowska             |
| 25 kwietnia 2017    | 11 (465)      | Michał Żebrowski       | Ewa Brodnicka                 |
| 9 maja 2017         | 12 (466)      | Tomasz Adamek          | Natalia Nykiel                |
| 16 maja 2017        | 13 (467)      | Łukasz „Mrozu” Mróz    | Wojciech Kalarus              |
| 23 maja 2017        | 14 (468)      | Piotr Rogucki          | Tomasz Organek, Monika Brodka |

## Seria 23. (30.) – jesień 2017 (TVN)
| Data emisji odcinka  | Numer odcinka | Pierwszy gość programu | Drugi gość programu   |
| -------------------- | ------------- | ---------------------- | --------------------- |
| 5 września 2017      | 1 (469)       | Deynn & Majewski       | Tomasz Piątek         |
| 12 września 2017     | 2 (470)       | Adam Kszczot           | Natalia Szroeder      |
| 19 września 2017     | 3 (471)       | Daria Zawiałow         | Borys Budka           |
| 26 września 2017     | 4 (472)       | Stanisław Tym          | Jacek Fedorowicz      |
| 3 października 2017  | 5 (473)       | Agnieszka Dygant       | Tomasz Hajto          |
| 10 października 2017 | 6 (474)       | Marieta Żukowska       | Kuba Badach           |
| 17 października 2017 | 7 (475)       | Katarzyna Nosowska     | Aleksander Doba       |
| 24 października 2017 | 8 (476)       | Cezary Pazura          | Michał Czernecki      |
| 31 października 2017 | 9 (477)       | Katarzyna Warnke       | Krzysztof Zalewski    |
| 7 listopada 2017     | 10 (478)      | Jerzy Owsiak           | Sebastian Stankiewicz |
| 14 listopada 2017    | 11 (479)      | Wojciech Szczęsny      | Artur Rojek           |
| 21 listopada 2017    | 12 (480)      | Grubson                | Kortez                |
| 28 listopada 2017    | 13 (481)      | Anna Lewandowska       | Robert Lewandowski    |

## Seria 24. (31.) – wiosna 2018 (TVN)
| Data emisji odcinka | Numer odcinka | Pierwszy gość programu                                     | Drugi gość programu                                        |
| ------------------- | ------------- | ---------------------------------------------------------- | ---------------------------------------------------------- |
| 20 lutego 2018      | 1 (482)       | Robert Makłowicz                                           | Aleksandra Domańska                                        |
| 27 lutego 2018      | 2 (483)       | Marta Wiśniewska                                           | Tomasz Oświeciński                                         |
| 6 marca 2018        | 3 (484)       | Mikołaj Roznerski                                          | Julia Kamińska                                             |
| 13 marca 2018       | 4 (485)       | Daria Ładocha                                              | Kabaret Młodych Panów                                      |
| 20 marca 2018       | 5 (486)       | Sławomir Zapała, Magdalena Kajrowicz                       | Bartłomiej Kotschedoff                                     |
| 27 marca 2018       | 6 (487)       | Piotr Rubik                                                | Bartosz Gelner                                             |
| 3 kwietnia 2018     | 7 (488)       | Arkadiusz Milik                                            | Wiktoria Gąsiewska                                         |
| 10 kwietnia 2018    | 8 (489)       | Ewa Błachnio                                               | Marcin Różalski                                            |
| 17 kwietnia 2018    | 9 (490)       | Nocny Kochanek                                             | Paulina Krupińska                                          |
| 24 kwietnia 2018    | 10 (491)      | Norbi                                                      | Bohdan Łazuka                                              |
| 1 maja 2018         | 11 (492)      | Tomasz Ciachorowski                                        | Pectus                                                     |
| 8 maja 2018         | 12 (493)      | Haydamaky                                                  | Sandra Kubicka                                             |
| 15 maja 2018        | 13 (494)      | Kamil Grosicki                                             | Ilona Ostrowska                                            |
| 22 maja 2018        | 14 (495)      | Dawid Podsiadło, Krzysztof Zalewski-Brejdygant oraz Kortez | Dawid Podsiadło, Krzysztof Zalewski-Brejdygant oraz Kortez |

## Seria 25. (32.) – jesień 2018 (TVN)
| Data emisji odcinka  | Numer odcinka | Pierwszy gość programu | Drugi gość programu                                         |
| -------------------- | ------------- | ---------------------- | ----------------------------------------------------------- |
| 4 września 2018      | 1 (496)       | Kacper Ruciński        | Maciej Zakościelny, Krzysztof Kwiatkowski, Nikodem Rozbicki |
| 11 września 2018     | 2 (497)       | Leszek Lichota         | Krzysztof Materna, Radzimir Dębski                          |
| 18 września 2018     | 3 (498)       | Jerzy Kryszak          | Żabson                                                      |
| 25 września 2018     | 4 (499)       | Sara Boruc             | Jacek Braciak                                               |
| 2 października 2018  | 5 (500)       | Michał Szpak           | Sebastian Fabijański                                        |
| 9 października 2018  | 6 (501)       | Borys Szyc             | Smolasty                                                    |
| 16 października 2018 | 7 (502)       | Magdalena Boczarska    | Abelard Giza, Jacek Stramik                                 |
| 23 października 2018 | 8 (503)       | Katarzyna Nosowska     | Dawid Podsiadło                                             |
| 30 października 2018 | 9 (504)       | Agnieszka Chylińska    | Michał Koterski                                             |
| 6 listopada 2018     | 10 (505)      | Anja Rubik             | Andrzej Piaseczny                                           |
| 13 listopada 2018    | 11 (506)      | Maciej Stuhr           | Agnieszka Więdłocha                                         |
| 20 listopada 2018    | 12 (507)      | Paweł Domagała         | Rafał Zawierucha                                            |
| 27 listopada 2018    | 13 (508)      | Kasia Smutniak         | Mamed Chalidow, Eryk Lubos                                  |

## Seria 26. (33.) – wiosna 2019 (TVN)
| Data emisji odcinka | Numer odcinka | Pierwszy gość programu     | Drugi gość programu                 |
| ------------------- | ------------- | -------------------------- | ----------------------------------- |
| 26 lutego 2019      | 1 (509)       | Fit Lovers                 | Stanisław Sojka                     |
| 5 marca 2019        | 2 (510)       | Przemysław Kossakowski     | Monika Brodka                       |
| 12 marca 2019       | 3 (511)       | Kamil Nożyński             | Roma Gąsiorowska i Maks Balcerowski |
| 19 marca 2019       | 4 (512)       | Jakub Błaszczykowski       | Katarzyna Warnke                    |
| 26 marca 2019       | 5 (513)       | Szymon Majewski            | Małgorzata Foremniak                |
| 2 kwietnia 2019     | 6 (514)       | Remigiusz Mróz             | Kamil Bednarek                      |
| 9 kwietnia 2019     | 7 (515)       | Joanna Jędrzejczyk         | Daria Zawiałow                      |
| 16 kwietnia 2019    | 8 (516)       | Maciej Musiał              | Gabriela Muskała                    |
| 23 kwietnia 2019    | 9 (517)       | Andrzej Grabowski          | Miuosh, Robert Burneika             |
| 30 kwietnia 2019    | 10 (518)      | Katarzyna Grochola         | Dorota Szelągowska                  |
| 7 maja 2019         | 11 (519)      | Blanka Lipińska            | Marcin Miller                       |
| 14 maja 2019        | 12 (520)      | Adam Ferency i Lech Dyblik | Margaret                            |
| 21 maja 2019        | 13 (521)      | Damian Kordas              | Hanna Lis                           |

## Seria 27. (34.) – jesień 2019 (TVN)
| Data emisji odcinka  | Numer odcinka | Pierwszy gość programu                 | Drugi gość programu       | Trzeci gość programu |
| -------------------- | ------------- | -------------------------------------- | ------------------------- | -------------------- |
| 3 września 2019      | 1 (522)       | Tomasz Karolak                         | Łukasz „Lotek” Lodkowski  | —                    |
| 10 września 2019     | 2 (523)       | Agata Kulesza                          | Roksana Węgiel            | —                    |
| 17 września 2019     | 3 (524)       | Tomasz Zeliszewski, Mieczysław Jurecki | Igor Kwiatkowski          | —                    |
| 24 września 2019     | 4 (525)       | Magda Gessler                          | Tadeusz Müller            | —                    |
| 1 października 2019  | 5 (526)       | Aleksandra Domańska                    | Alan Andersz              | Dawid Podsiadło      |
| 8 października 2019  | 6 (527)       | Xawery Żuławski                        | Marta Żmuda Trzebiatowska | Sebastian Fabijański |
| 15 października 2019 | 7 (528)       | Daniel Kuczaj                          | Leszek Możdżer            | —                    |
| 22 października 2019 | 8 (529)       | Dawid Ogrodnik                         | Piotr Adamczyk            | —                    |
| 29 października 2019 | 9 (530)       | Robert Górski                          | Łukasz Simlat             | —                    |
| 5 listopada 2019     | 10 (531)      | Bill Pullman                           | Rafał Zawierucha          | —                    |
| 12 listopada 2019    | 11 (532)      | Rafał Pacześ                           | Paweł Wilczak             | —                    |
| 19 listopada 2019    | 12 (533)      | Małgorzata Kożuchowska                 | Grubson                   | —                    |
| 26 listopada 2019    | 13 (534)      | Edyta Górniak                          | Michał Figurski           | —                    |

## Seria 28. (35.) – wiosna-jesień 2020 (TVN)
| Data emisji odcinka  | Numer odcinka | Pierwszy gość programu                                  | Drugi gość programu                               |
| -------------------- | ------------- | ------------------------------------------------------- | ------------------------------------------------- |
| 3 marca 2020         | 1 (535)       | Magdalena Lamparska                                     | Anna-Maria Sieklucka                              |
| 10 marca 2020        | 2 (536)       | Ralph Kaminski                                          | Krzysztof Ufnal, Sylwia Bomba, Agnieszka Kotońska |
| 17 marca 2020        | 3 (537)       | Kwiat Jabłoni: Katarzyna Sienkiewicz, Jacek Sienkiewicz | Maciej Musiałowski                                |
| 24 marca 2020        | 4 (538)       | Ten Typ Mes                                             | Baranovski                                        |
| 1 września 2020      | 5 (539)       | Krzysztof Gonciarz                                      | Klaudia El Dursi                                  |
| 8 września 2020      | 6 (540)       | Marek Niedźwiecki                                       | Viki Gabor                                        |
| 15 września 2020     | 7 (541)       | Grzegorz Collins i Rafał Collins                        | Jan Błachowicz                                    |
| 22 września 2020     | 8 (542)       | Cleo                                                    | Krzysztof Zalewski                                |
| 29 września 2020     | 9 (543)       | Rafał Pacześ                                            | Zygmunt Miłoszewski                               |
| 6 października 2020  | 10 (544)      | Marcin Perchuć                                          | Dagmara Kaźmierska                                |
| 13 października 2020 | 11 (545)      | Anita Werner, Michał Kołodziejczyk                      | Michał Kempa                                      |
| 20 października 2020 | 12 (546)      | Antoni Królikowski                                      | Krzysztof Czeczot                                 |
| 27 października 2020 | 13 (547)      | Maciej Maleńczuk                                        | Mery Spolsky                                      |
| 3 listopada 2020     | 14 (548)      | Mateusz Gessler                                         | Bartosz Zmarzlik                                  |
| 10 listopada 2020    | 15 (549)      | Błażej Król                                             | Vanessa Aleksander                                |
| 17 listopada 2020    | 16 (550)      | Igor Walaszek                                           | Karol „Friz” Wiśniewski                           |
| 24 listopada 2020    | 17 (551)      | Michał Żurawski                                         | Natasza Urbańska                                  |

## Seria 29. (36.) – wiosna 2021 (TVN)
| Data emisji odcinka     | Numer odcinka | Pierwszy gość programu              | Drugi gość programu                                                         | Trzeci gość programu                | Czwarty gość programu               |
| ----------------------- | ------------- | ----------------------------------- | --------------------------------------------------------------------------- | ----------------------------------- | ----------------------------------- |
| 16 lutego 2021          | 1 (552)       | Tomasz Karolak                      | Cezary Pazura                                                               | Magdalena Boczarska                 | Agnieszka Dygant                    |
| 23 lutego 2021          | 2 (553)       | Piotr Głowacki                      | Marcin Najman                                                               | —                                   | —                                   |
| 2 marca 2021            | 3 (554)       | Radosław Kotarski                   | Mariusz Węgłowski                                                           | —                                   | —                                   |
| 9 marca 2021            | 4 (555)       | Dawid Kwiatkowski                   | Piotr „Zola” Szulowski                                                      | —                                   | —                                   |
| 16 marca 2021           | 5 (556)       | Jakub Wesołowski                    | Kizo                                                                        | —                                   | —                                   |
| 23 marca 2021           | 6 (557)       | Piotr Kraśko                        | Barbara Kurdej-Szatan                                                       | Katarzyna Kurdej                    | —                                   |
| 30 marca 2021           | 7 (558)       | Magdalena Cielecka                  | Mariusz Pudzianowski                                                        | —                                   | —                                   |
| 6 kwietnia 2021         | 8 (559)       | Sławomir Peszko                     | Żabson                                                                      | —                                   | —                                   |
| 13 kwietnia 2021        | 9 (560)       | Natalia Szroeder                    | Ekipa Friza                                                                 | —                                   | —                                   |
| 20 kwietnia 2021        | 10 (561)      | Janusz Chabior i Agata Wątróbska    | Przemysław Kossakowski i uczestnicy programu Down the Road. Zespół w trasie | —                                   | —                                   |
| 27 kwietnia 2021        | 11 (562)      | Abelard Giza                        | Sonia Bohosiewicz                                                           | —                                   | —                                   |
| 4 maja 2021             | 12 (563)      | Piotr Żyła                          | Maciej Stuhr                                                                | —                                   | —                                   |
| 11 maja 2021            | 13 (564)      | Aleksandra Żebrowska                | Lech Wałęsa                                                                 | —                                   | —                                   |
| 18 maja 2021            | 14 (565)      | Kazimierz Marcinkiewicz             | Rafał Collins                                                               | OIO (Otsochodzi, Young Igi i Oki)   | —                                   |
| 22 maja 2021 (Player)   | 15 (566)      | Uczestnicy programu One Night Squad | Uczestnicy programu One Night Squad                                         | Uczestnicy programu One Night Squad | Uczestnicy programu One Night Squad |
| 1 czerwca 2021 (Player) | 16 (567)      | Gargamel                            | Monika Miller                                                               | —                                   | —                                   |

## Seria 30. (37.) – jesień 2021 (TVN)
| Data emisji odcinka  | Numer odcinka | Pierwszy gość programu | Drugi gość programu       | Trzeci gość programu |
| -------------------- | ------------- | ---------------------- | ------------------------- | -------------------- |
| 7 września 2021      | 1 (568)       | Vito Bambino           | Cezary Żak                | Agnieszka Więdłocha  |
| 14 września 2021     | 2 (569)       | Lil Masti              | Dorota Szelągowska        | —                    |
| 21 września 2021     | 3 (570)       | Robert Makłowicz       | Aleksandra Adamska        | —                    |
| 28 września 2021     | 4 (571)       | Andrzej Piaseczny      | Young Leosia              | —                    |
| 5 października 2021  | 5 (572)       | Tomasz Ziętek          | Jan Kliment               | —                    |
| 12 października 2021 | 6 (573)       | Czesław Mozil          | Marianna Schreiber        | —                    |
| 19 października 2021 | 7 (574)       | Mateusz Damięcki       | Marcin Dubiel             | —                    |
| 26 października 2021 | 8 (575)       | Krzysztof Stanowski    | Aggie Lal i Jacek Jelonek | —                    |
| 2 listopada 2021     | 9 (576)       | Mateusz Banasiuk       | Daria Zawiałow            | —                    |
| 9 listopada 2021     | 10 (577)      | Paulina Gałązka        | Jan Błachowicz            | —                    |
| 16 listopada 2021    | 11 (578)      | Piotrek Szumowski      | Jakub Żulczyk             | —                    |
| 23 listopada 2021    | 12 (579)      | Maria Dębska           | Robert Motyka             | —                    |
| 30 listopada 2021    | 13 (580)      | Sobel                  | Kaśka Sochacka            | —                    |

## Seria 31. (38.) – wiosna 2022 (TVN)
| Data emisji odcinka | Numer odcinka | Pierwszy gość programu           | Drugi gość programu                | Trzeci gość programu |
| ------------------- | ------------- | -------------------------------- | ---------------------------------- | -------------------- |
| 1 marca 2022        | 1 (581)       | Sanah                            | Tomasz Włosok                      | —                    |
| 8 marca 2022        | 2 (582)       | Jaś Kapela                       | Tomasz Jakubiak                    | —                    |
| 15 marca 2022       | 3 (583)       | Julia Kamińska, Małgorzata Socha | Łukasz Garlicki, Mariusz Zaniewski | Katarzyna Ankudowicz |
| 22 marca 2022       | 4 (584)       | Karolina Korwin-Piotrowska       | Natalia Nykiel                     | —                    |
| 29 marca 2022       | 5 (585)       | Wojciech Fiedorczuk              | Jan-Rapowanie                      | —                    |
| 5 kwietnia 2022     | 6 (586)       | Pascal Brodnicki                 | Mrozu                              | —                    |
| 12 kwietnia 2022    | 7 (587)       | Jan Englert                      | Szczyl                             | —                    |
| 19 kwietnia 2022    | 8 (588)       | Muniek Staszczyk                 | Marta Linkiewicz                   | —                    |
| 26 kwietnia 2022    | 9 (589)       | Anna-Maria Sieklucka             | Dawid Kubacki                      | —                    |
| 3 maja 2022         | 10 (590)      | Remigiusz Mróz                   | Karolina Bielawska                 | —                    |
| 10 maja 2022        | 11 (591)      | Blanka Lipińska                  | donGURALesko                       | —                    |
| 17 maja 2022        | 12 (592)      | Szymon Marciniak                 | Marta Malikowska                   | —                    |
| 24 maja 2022        | 13 (593)      | Zofia Zborowska-Wrona            | Eliza Rycembel                     | —                    |

## Seria 32. (39.) – jesień 2022 (TVN)
| Data emisji odcinka  | Numer odcinka | Pierwszy gość programu    | Drugi gość programu  | Trzeci gość programu |
| -------------------- | ------------- | ------------------------- | -------------------- | -------------------- |
| 6 września 2022      | 1 (594)       | Małgorzata Rozenek-Majdan | Maciej Musiałowski   | —                    |
| 13 września 2022     | 2 (595)       | Hubert Hurkacz            | Neo-Nówka            | —                    |
| 20 września 2022     | 3 (596)       | Małgorzata Kożuchowska    | Krzysztof Skórzyński | —                    |
| 27 września 2022     | 4 (597)       | Anna Mucha                | Maria Jeleniewska    | —                    |
| 4 października 2022  | 5 (598)       | Bartosz Gelner            | Sara James           | —                    |
| 11 października 2022 | 6 (599)       | Aleksandra Popławska      | Magdalena Popławska  | —                    |
| 18 października 2022 | 7 (600)       | Tomasz Karolak            | Agnieszka Dygant     | Piotr Adamczyk       |
| 25 października 2022 | 8 (601)       | Maria Peszek              | Jan Peszek           | —                    |
| 1 listopada 2022     | 9 (602)       | Ralph Kaminski            | Julia Wieniawa       | —                    |
| 8 listopada 2022     | 10 (603)      | Dawid Podsiadło           | Katarzyna Puzyńska   | —                    |
| 15 listopada 2022    | 11 (604)      | Grzegorz Krychowiak       | Magda Bereda         | —                    |
| 22 listopada 2022    | 12 (605)      | Joanna Przetakiewicz      | Igor Walaszek        | —                    |
| 29 listopada 2022    | 13 (606)      | Majka Jeżowska            | Oki                  | —                    |

## Seria 33. (40.) – wiosna 2023 (TVN)
| Data emisji odcinka | Numer odcinka | Pierwszy gość programu | Drugi gość programu |
| ------------------- | ------------- | ---------------------- | ------------------- |
| 7 marca 2023        | 1 (607)       | Wojciech Gola          | Edyta Zając         |
| 14 marca 2023       | 2 (608)       | Piotr Gąsowski         | Roksana Węgiel      |
| 21 marca 2023       | 3 (609)       | Wersow                 | Filip Chajzer       |
| 28 marca 2023       | 4 (610)       | Jerzy Kryszak          | Tomasz Organek      |
| 4 kwietnia 2023     | 5 (611)       | Karol Strasburger      | Smolasty            |
| 11 kwietnia 2023    | 6 (612)       | Michał Koterski        | Cezary Pazura       |
| 18 kwietnia 2023    | 7 (613)       | Krystian Ochman        | Aleksandra Adamska  |
| 25 kwietnia 2023    | 8 (614)       | Helena Englert         | Tomasz Lis          |
| 2 maja 2023         | 9 (615)       | Karolina Pisarek       | Andrzej Seweryn     |
| 9 maja 2023         | 10 (616)      | Artur Andrus           | Alicja Majewska     |
| 16 maja 2023        | 11 (617)      | Artur Barciś           | Katarzyna Nosowska  |

## Seria 34. (41.) – jesień 2023 (TVN)
| Data emisji odcinka  | Numer odcinka | Pierwszy gość programu                                   | Drugi gość programu       |
| -------------------- | ------------- | -------------------------------------------------------- | ------------------------- |
| 5 września 2023      | 1 (618)       | Caroline Derpieński                                      | Marcin Hakiel             |
| 12 września 2023     | 2 (619)       | Marcin Daniec                                            | Tomasz Jakubiak           |
| 19 września 2023     | 3 (620)       | Eryk Kulm                                                | Tede                      |
| 26 września 2023     | 4 (621)       | Ewa Farna                                                | Agnieszka Holland         |
| 3 października 2023  | 5 (622)       | Kizo                                                     | Remigiusz „reZi” Wierzgoń |
| 10 października 2023 | 6 (623)       | Kwiat Jabłoni: Jacek Sienkiewicz i Katarzyna Sienkiewicz | Monika Olejnik            |
| 17 października 2023 | 7 (624)       | Janusz Józefowicz                                        | Daria Zawiałow            |
| 24 października 2023 | 8 (625)       | Kacperczyk: Maciej Kacperczyk i Paweł Kacperczyk         | Sonia Bohosiewicz         |
| 31 października 2023 | 9 (626)       | Maciej Maleńczuk                                         | Michał Leja               |
| 7 listopada 2023     | 10 (627)      | Katarzyna Warnke                                         | Mirosław Baka             |
| 14 listopada 2023    | 11 (628)      | Anna Dymna                                               | Michał Figurski           |
| 21 listopada 2023    | 12 (629)      | Krzysztof Materna                                        | Bambi                     |

## Seria 35. (42.) – wiosna 2024 (TVN)
| Data emisji odcinka | Numer odcinka | Pierwszy gość programu | Drugi gość programu  | Trzeci gość programu |
| ------------------- | ------------- | ---------------------- | -------------------- | -------------------- |
| 5 marca 2024        | 1 (630)       | Malwina Wędzikowska    | Lotek                | Rafał Pacześ         |
| 12 marca 2024       | 2 (631)       | Marianna Schreiber     | Michał Sikorski      | —                    |
| 19 marca 2024       | 3 (632)       | Anna Mucha             | Andrzej Seweryn      | Michał Szpak         |
| 26 marca 2024       | 4 (633)       | Izabela Kuna           | Adam Woronowicz      | —                    |
| 2 kwietnia 2024     | 5 (634)       | Aneta Glam             | Sebastian Fabijański | —                    |
| 9 kwietnia 2024     | 6 (635)       | Daria ze Śląska        | Leszek Lichota       | —                    |
| 16 kwietnia 2024    | 7 (636)       | Klaudia El Dursi       | Klaudiusz Ševković   | —                    |
| 23 kwietnia 2024    | 8 (637)       | Wiolka Walaszczyk      | Michał Probierz      | —                    |
| 30 kwietnia 2024    | 9 (638)       | Katarzyna Bonda        | Artur Szpilka        | —                    |
| 7 maja 2024         | 10 (639)      | Julia Żugaj            | Michał Czernecki     | —                    |
| 14 maja 2024        | 11 (640)      | Young Leosia           | Kacper Błoński       | Jerzy Bralczyk       |
| 21 maja 2024        | 12 (641)      | Fagata                 | Kabaret Ani Mru-Mru  | —                    |

## Seria 36. (43.) – jesień 2024 (TVN)
| Data emisji odcinka  | Numer odcinka | Pierwszy gość programu | Drugi gość programu   | Trzeci gość programu |
| -------------------- | ------------- | ---------------------- | --------------------- | -------------------- |
| 3 września 2024      | 1 (642)       | Ewa Swoboda            | Sobel                 | —                    |
| 10 września 2024     | 2 (643)       | Oskar Cyms             | Andrzej Rybiński      | —                    |
| 17 września 2024     | 3 (644)       | Mandaryna              | Fabienne Wiśniewska   | Tomasz Fornal        |
| 24 września 2024     | 4 (645)       | Antoni Dudek           | Marcin Różalski       | —                    |
| 1 października 2024  | 5 (646)       | Andrzej Poniedzielski  | Modelki               | —                    |
| 8 października 2024  | 6 (647)       | Dawid Woliński         | Tomasz Oświeciński    | —                    |
| 15 października 2024 | 7 (648)       | Aleksandra Mirosław    | Piotr Głowacki        | Agnieszka Głowacka   |
| 22 października 2024 | 8 (649)       | Kasia Nosowska         | Błażej Król           | Daniel Midas         |
| 29 października 2024 | 9 (650)       | Piotr Trojan           | Blanka                | —                    |
| 5 listopada 2024     | 10 (651)      | Tomasz Włosok          | Agnieszka Kaczorowska | —                    |
| 12 listopada 2024    | 11 (652)      | Michał Witkowski       | Kirył Pietruczuk      | —                    |
| 19 listopada 2024    | 12 (653)      | Julia Szeremeta        | Anna Szymańczyk       | —                    |

## Seria 37. (44.) – wiosna 2025 (TVN)
| Data emisji odcinka | Numer odcinka | Pierwszy gość programu | Drugi gość programu   | Trzeci gość programu |
| ------------------- | ------------- | ---------------------- | --------------------- | -------------------- |
| 25 lutego 2025      | 1 (654)       | White 2115             | Andrzej Grabowski     | —                    |
| 4 marca 2025        | 2 (655)       | Robert Makłowicz       | Hi Hania              | Świeży               |
| 11 marca 2025       | 3 (656)       | Barbara Bursztynowicz  | Natsu                 | —                    |
| 18 marca 2025       | 4 (657)       | Aleksandra Domańska    | Marcin Prokop         | Łukasz Kadziewicz    |
| 25 marca 2025       | 5 (658)       | Paulina Smaszcz        | Liroy                 | —                    |
| 1 kwietnia 2025     | 6 (659)       | Vanessa Aleksander     | Szczepan Twardoch     | —                    |
| 8 kwietnia 2025     | 7 (660)       | Izabella Krzan         | Izuagbe Ugonoh        | —                    |
| 15 kwietnia 2025    | 8 (661)       | Wiktor Dyduła          | Mieczysław Hryniewicz | —                    |
| 22 kwietnia 2025    | 9 (662)       | Wojciech Modest Amaro  | Nikodem Rozbicki      | —                    |
| 29 kwietnia 2025    | 10 (663)      | Sara James             | Dorota Wellman        | —                    |
| 6 maja 2025         | 11 (664)      | Krzysztof Czeczot      | Patrycja Markowska    | —                    |
| 13 maja 2025        | 12 (665)      | Piotr Witkowski        | Piotr Szumowski       | —                    |